# あずきちゃん
『あずきちゃん』は、原作・秋元康、作画・木村千歌による日本の漫画、およびこれを原作にしたテレビアニメ、アニメ映画作品。講談社の少女漫画雑誌『なかよし』にて1992年8月号から1997年4月号まで連載された。全57話（本編56話とエピローグ1話）。単行本はKCなかよしから全5巻。主人公あずきちゃんこと野山あずさが小学5年生から中学校を卒業するまでが描かれている。

## あらすじ
野山あずさ（通称あずきちゃん）は、転校生の小笠原勇之助にひと目惚れした。次第に彼との仲を深めていくものの、勇之助の人気や強力なライバルであるヨーコちゃんのために、毎日が不安でいっぱいである。そんな小学生の恋愛模様をクラスメイトや先生、両親の視点からなぞって行くほのぼの恋愛ストーリー。
原作ではあずさ達が中学生に進級。あずさは同級生・松岡竜一と勇之助との間で揺れ動くこととなる。

## 登場人物
アニメでは基本的にはオープニングに登場するあずき、勇之助、かおる、ジダマ、トモちゃん、ケン、まこと、ヨーコの8人（8人とも南小学校5年2組）が物語を進めて行くが、彼らの両親や学校の先生の活躍も随所に見られる。また、第2期以降は、勇之助のアイディアなどをもとに、勇之助、あずき、かおる、ジダマ、ケン、まことの6人がチームになって行動を起こすことが度々ある。

### 野山家
マンションに住んでいる。何の変哲もないごく一般的な家庭である。
あずきちゃん / 野山 梓（のやま あずさ）
声：野上ゆかな（現：ゆかな）
本作の主人公。通称「あずきちゃん」。8月30日生まれ（乙女座）のA型。野山家の長女で小学校5年生。成績や運動神経も平均並みの、ごく普通の女の子。リコーダーは苦手。5年生に進級した際に転校してきた勇之助に一目惚れをする。あだ名の由来は一年生の時にケンが名札の「あずさ」を「あずき」と読み違えたもので、以後は自分でもテストの答案に「あずき」と書きそうになるほど定着し、実際身内以外に本名である「あずさ」で呼ばれることはほとんどなかった。アニメの第83話によれば、漢字で「梓」と書くらしい。
【外見】
普段は長めの黒髪をツインテールにしており、髪留めの色にはバリエーションがある。身長は平均的。5年生からは手提げかばんで登校している（詳しくは第一話）。
【性格】
大変なヤキモチ妬きで、勇之助の周りに他の女の子の影がちらつくとすぐに落ち込んだりいじけたりしていた。衝動的な所もあり、例えば勇之助がヨーコと仲良くしていると逃げ出してしまうこともあり、腫れ物に触るとヒステリックに怒鳴る場面もあった（主にだいずに対して）。しかし反面、浮き沈みも激しいので、それが自分の誤解だと分かると一転して明るくなっていた。また、出会ってからは自分の思考が勇之助寄りになることが多く、家族旅行などでどこかに出かける際も勇之助と離れるからという理由で気乗りしないなど、家族や友人よりも勇之助中心で考えることが多かった。
だからと言って友人や家族を蔑ろにしているわけではない。親友のかおるやジダマとはよく一緒に行動し、小さなことでもしばしば電話で会話をしている。まただいずとの絆を伺わせる回（第85話、第98話）やヨーコの強かさに胸を打たれる回（第61話）もあり、基本的には素直で誠実な性格である。恋敵であるヨーコも、憎めない性格で手強い人と評する事があった（第112話）。
【第一期】
勇之助と出会って一目惚れ。女心に鈍感な彼に振り回されながらも、次第に距離を縮めていった。
第9話でかおる・ともちゃんとKTK（片思い友の会）なるものを結成。以後、互いに気遣うようになる。実際、あずきと勇之助が喧嘩をした時にはトモちゃんが仲直りのアドバイスをしている。また、トモちゃんの初デートの際は、あずきとかおるがコーディネートに当たった。
夏に入ると勇之助との交換日記を開始し、何でも話すことを誓った。
夏休みに仙台の伯母の家へ行くのが恒例だが、このたびは勇之助と会えないからという理由で気が進んでいなかった。
第34話では思わずも彼とファーストキスを交わす。
そして最終話で勇之助といつでも通じ合えるようになったことを確認し、交換日記にピリオドを打った。
【第二期】
第二期以降は勇之助とほぼ両想いの関係になっており、クラスメイトたちのトラブルに関わるエピソードが増えていく。
幼い頃に、麻疹にかかっている（42話より）。
6年生の東條に交際を求められたが、断っている。東條自身はこれを優しく受け止めた。
恋愛に対するシビアな面は相変わらずで、特に第64話では勇之助と行動を共にしていた親友のかおるに不信感を募らせ、喧嘩する。このようにジェラシーを感じたり妄想を繰り広げたりすることは第二期以降でも多々あった。
【第三期】
勇之助とは相変わらずの関係で、日々の出来事の中で彼との相思相愛ぶりが見られる。
第92話は学級新聞を作ろうと意気込むヨーコとの物語。価値観の違いから彼女とすれ違いを起こすものの、最後は共同で新聞を作り上げた。この時にはあずきの母もヨーコがあずきの恋敵であることを認知している模様。
第98話では、だいずが榊原家の車のフロントガラスを間違えて割ってしまったことに気づいたとき、落ち込んでいるだいずを見て、ソフトに問いただし、母にそのことを伏せておくなど、だいずを思いやる気持ちを見せた。
終盤で勇之助がニューヨークに行ってしまうことを知ると大きく泣き崩れ、しばらく立ち直ることができなかった。しかし最終話ではその悲しみを受け入れることで勇之助を笑顔で送ることができ、精神的な成長を見せた。
【原作】
勇之助が転校した後の中学生編では松岡竜一と出会い、恋仲に。勇之助と竜一との間で揺れることになる。しかし勇之助と再会したことで気持ちに見定めがつき、再び心を通わすことになる。
20歳で勇之助と結婚。男女の双子をもうけている。

野山 だいず（のやま だいず）
声：小桜エツ子
あずさの弟で小学1年生。姉のあずさより開放的で脳天気、また人懐っこい性格。原作では少ししか出てこないが、アニメでは頻繁に登場し独特なキャラクターを振りまいている。本人は姉であるあずさが好きなようで、かまってもらいたいばかりに、よくちょっかいをしたり冗談を言ったりしてあずさの叱責を食らっている。あずさの部屋に入る時にはノックをしないのが通例で、その度にここでもあずさの叱責を食らっているが本人は気にしていない。
ケンを親分と慕っていて、野球のコーチをしてもらったり、ケンの実家のラーメン屋『満塁軒』の手伝いなどをしたりしており、ケンのつてでケンが所属する野球チームにも補欠で入れてもらっている。ケンを「ケン兄ちゃん」と敬った呼び方をする一方、勇之助は羨ましく思ってるからか呼び捨てで呼ぶ。あずさとケンの縁もあり、あずさがかおる、勇之助、ケンなど同級生の仲間数人でどこかに出掛けるときなどに一緒にいることも少なくない。
また、1年生ながら女好きで（特に年上のお姉さんタイプ）あずさのクラスメートのヨーコに憧れていたり、綺麗なお姉さんに優しくされるとはしゃいだりしていた。同じクラスのまどかとは付き合っているらしいが、だいずの方に恋愛感情があるかどうかは微妙なところ。恋人やデートといった存在自体に憧れている節がある。現に一度まどかに「他に好きな人がいるから別れて」と言われた際にショックを受けた様子もなくあっさり了承し、「まだ他に（ガールフレンドが）いっぱいいるもん」と笑っていた。その後まどかが復縁を申し出た時も、同じくあっさり了承している。
第93話では、ペットショップの小犬がだいずの目を見て飼って欲しいと表情で訴えてたようで、その小犬を飼いたいという気持ちが強まり、（ペット禁止のマンションのため）母に飼えないと言われると泣き出して不貞腐れるシーンがあった。その小犬を「だいきち」と名付けていた。結局だいきちはケントが購入し八ヶ岳で飼うこととなったが、この話ではだいずのそのだいきちへの強い想いが描かれた。第113話でも再会する。
将来の夢は、ラーメン屋や喫茶店のマスター、ブティックの社長などコロコロ変わるが、本命はプロ野球の選手。

野山 けい子（のやま けいこ）
声：皆口裕子
あずさとだいずの母。優しい口調が印象的な、専業主婦である。宮城県仙台市出身で、仙台には牧場を経営する姉がいる。
あずさとは姉妹のような親子関係であり、仲がよく秘密を共有することも多い。かといって放任というわけではなく、あずさのワガママが過ぎた時は厳しく叱る一面もある。
あずさと勇之助との関係には薄々気付いてはいるが過剰な干渉をしない母親である。
普通自動車免許に加え自動二輪免許を持っており、家庭に入るまでは単車に乗っていたが、正と結婚する時に「もう乗らない」と約束して乗るのをやめた。また自動車の運転も正より格段にうまい。
髪は西野美容室で手入れしてもらうなど、あずさの同級生の保護者たちとも交流が多い様子。
考えたり、困った時などには、ほおに手の平を当てる癖がある。けい子という名前は84話で確認できる。クレジットではあずきの母と表記されている。

野山 正（のやま ただし）
声：安井邦彦
あずさとだいずの父。初期は勤務先の設定が明確ではなく、「会社」という表現もなされ出張などにも出たりしたが、大学の学生課の課長である、という設定に落ち着いた。メガネをかけていて、少し頼りなさそうな外見だが、頑固な一面もあるのは父親（剛造）ゆずり。基本的に穏やかな性格であるものの、気に入らないことがあると口も利かなくなる一面もある。あずさは勇之助の父と比較してコンプレックスを持っていたが、勇之助が知り合って間もない頃から頼もしさを買い好感を寄せていたため、あずさのコンプレックスは薄れていった。
大学では落語研究会に入っており、学園祭の模擬店で焼きそばを焼いていた。本人によれば「落語より焼きそばを焼くほうがうまいくらい」とのこと。また学生時代は「代返の名人」と呼ばれ、最高で7人の代返をしたり、クラスの女の子の声を真似たこともある。アニメではジダマの声を真似てかおると電話した。
運転免許を持っていなかったが、作中に取得した。野球観戦が好きで、サッカー好きの勇之助より、野球好きのケンを気に入っていた様子。あずさはケンではなく、勇之助のことが好きだと気づくのには相当の時間がかかった。好物は五目寿司。酒には弱い。正という名前は76話の年賀状と89話で確認できる。クレジットではあずきの父と表記されている。
野山 剛造（のやま ごうぞう）
声：小形満
アニメオリジナルキャラクター。あずさとだいずの父方の祖父、正の父で元刑事。妻を亡くして独り暮らしをしている。厳しくて怖い印象が強いが、自分が見立てた浴衣をあずさに着せようとしたり、勇之助との交換日記を快く思わなかったり、と実際には非常に孫娘のあずさを大事にしている。あずさという名前を命名したのはこの剛造である。酒を飲むとすぐ眠ると言われていたが、実際はお酒には（正と比べて）強かった。ほめる時に「なかなかのもんだ」という口ぐせは、剛造から息子の正、孫のだいずへと受け継がれている。第96話では自宅で白い猫を飼っている。
セリフでは「せんじゅのおじいちゃん」と呼ばれることが多い。あずさの家からは、大塚駅で都電の三ノ輪橋停留場方面行きに乗り換える経路にある。第70話によれば、あずさの家から約1時間程度の距離にあり、電車を3つ乗り継がなければならない。そのうちの2つは都電荒川線と、山手線である。
この話の中で登場する多くの建物や風景は、現実の建物や風景を忠実に再現しており、池袋、大塚駅前停留場、王子駅前停留場、荒川車庫前停留場、あらかわ遊園が登場するが、唯一、あらかわ遊園だけは「こどもゆうえんち」という名前で登場している。
祖母
声：中澤やよい
既に死去しているが、アニメ第24話で剛造の手帳に挟まれている写真で登場。剛造とは同じ小学校に通う幼なじみであった。

### 小笠原家
外国で会社を経営している父と専業主婦の母、そして1人息子という家庭。エビフライには醤油をかける。また、男が独占して焼肉奉行をするなど、食卓には変わった伝統がある。
小笠原勇之助（おがさわら ゆうのすけ）
声：宮崎一成
小学5年生。7月23日生まれ（獅子座）のO型。あずさの同級生。5年に進学した新学期に私立の学校である明朝学園初等部からあずさたちのいる学校に転校してくる（転校の理由は不明だが、幼稚園は2回変わって、小学校は2回ほど転校しているとのこと）。
出席番号は4番。趣味はサッカーとTVゲーム。運動神経抜群。サッカーのクラブチームに入っており、中学生のいるチームでレギュラーとしてプレーするほどの実力がある。
ヘビは大丈夫だが、トカゲは見ることもできないほどに苦手。絶叫マシンも得意ではない様子。
小学校低学年の時は背が低かったが、好き嫌いをしなくなったおかげでかなり背が伸びた。
【外見】
背が高く、すらりとしている。髪はやや長く、ボーダーの入った服を着ていることが多い。
【性格】
優しさに溢れ、誰に対しても思いやりを持つ。ただし女心に鈍いため、彼が何気なくもヨーコと関わり合うことであずきの嫉妬を燃やしてしまう。ただ、あずきと付き合い始めてから時が経つに連れて、あずきのその心境にも理解を示すようになる。各話の終盤では逆にヨーコへの配慮不足のためにたびたびヨーコの気を害しており、そのことがよく話のオチになっていた。
同級生のケンやまことと仲が良く、男嫌いのジダマからも人間性を評価されることがあった。あずきが待ち合わせに遅刻したり、勘違いを起こして不機嫌になったりしても責めることはせず優しく受け入れるなど、器が大きい。かおるからは「理解がある」と評されている。
【第一期】
初登場の第一声は、あずきのパンツの色を尋ねる、「ほんとに、あずき色なの?」という発言だった（ケンにスカートをめくられ、「あずきのパンツはあずき色」とはやされて恥ずかしがるあずきに対するもの）。ジダマから「軽い男」と言われていたように、当初こそヨーコらと親しくするシーンが多かったが、次第にあずきとの特別な関係を増していく。
いつあずきを好きになったかは定かでないが、6話で彼女を自宅に誘っている。11話では偶発的なものであるがあずきと2人で遊園地へデートに行った。そして少なくとも27話であずきと喧嘩した後「大好きな人と話せないのは辛い」と語っている。
第27話であずきと喧嘩する。泣いている女の子は苦手とのこと。
終盤のストーリーでは子供ができる機構を知らなかったことが原因でとある行動に出る。
【第二期】
第二期以降はあずきと両想いの仲となり、ヨーコを除く周囲もそれを認めていた。あずきと勇之助がメインの回は減るものの、周囲のトラブルの最中にその関係を発展させていく。また、それに伴い2人の両親に関するエピソードも出てくる。
第二期から登場した香月美奈とは、彼女が教育実習生だった頃からの知り合いであった。
リコーダーはうまい。初めてやるパートも譜面を見るだけでこなしていた（第49話より）。
天体に興味があるようで、第56話では仙台のがらん堂で天体望遠鏡を安く譲ってもらっていた。
【第三期】
第三期になっても、あずきとの関係は順調である。
野山家が家を替わる話になった104話では、あずきの祖父である剛造に「互いを思う気持ちは距離と関係ない」と言い、剛造を感心させた。
最終話では父親の会社の関係でニューヨークに転校することになる。しかし、また会えることを信じてあずき達に「さよなら」を言わなかった。
【原作】
中学生編ではニューヨークへ。ほとんど日本に帰れない状態だったが、二年生の途中で日本に戻り学校へ通う。三年生に進級した際はあずさと同じクラスになるが、後述のトラブルのために途中で再びアメリカへ移ることになる。中学卒業もアメリカで迎えることになるが、その際あずさに国際電報を送信している。20歳であずさと結婚。男女の双子をもうけている。
勇之助の父
声：梅津秀行
普段からパリやニューヨークなど、海外に出張中のことが多い。過去にはフォーミュラカーでアマチュアのレースに参戦していて、A級ライセンスを所持している。大学ではバンド（サックス担当）をやっていた。現在は会社の社長で、外見もダンディーであり、派手でカッコイイ父親である。第2期の途中から仕事の都合で海外赴任してしまうため登場しなくなる。
原作では勇之助が中学生の頃に経営する会社が倒産。勇之助とあずさを再び別れ離れにするきっかけを作ってしまう。
勇之助の母
声：安藤ありさ、藤本かをる
派手な勇之助の父の妻としては、やや地味な感じの専業主婦。料理や庭木の手入れ、預かった親戚の赤ちゃんの世話など、一通りの家事は問題なくこなすが、自宅のブレーカーが落ちた時は復旧の方法がわからなかった。勇之助が生まれるまでは赤ちゃんは苦手だった。大学ではスケート部に所属しており、今でもその技術は衰えていない。多少は英会話ができるようである。3年間の放送期間中、中間の1年間だけ藤本かをるが声の代役を務めた。
ユイ
勇之助が飼っているペット。あずきや勇之助、だいずに懐いている。勇之助が連れてあずきのマンションの近くを通ると、あずきはユイの鳴き声で勇之助が来てると分かる。しかし、他の友人やペットホテルが預かると不安からかホームシックになる。
第76話でヨーコが代わりに飼うことがあったが、頭にリボンをつけられ服も着せられていて、逃げ出した模様。それを見たケンは、愛情の押し売りに嫌気が差したんだなと評した。
ビーグル種の雌犬で体長は50cmくらい。性格はおとなしく、左耳が焦げ茶色。通常、ビーグルは雄でも33cm - 40cm程度なので、若干大きめ。

### 西野家
母は美容室を営んでおり、その2階部分が自宅になっている。父は単身赴任のため、基本的にはかおると母が2人で暮らしている。
西野かおる（にしの かおる）
声：川田妙子
小学5年生。12月29日生まれのO型。あずさの同級生で親友。
3年生のときの雨宿りで傘を貸してくれたケンは濡れて帰ったことから片思いをしており、ケンが問題を起こしたりすると彼の代わりに謝ったり、彼の頼みには喜んで応じるなどしている。
第1期では保健委員を務めていたが、第3期106話「どうなるの?かおるちゃんのクリスマス」では図書委員を務めている。
実家では母が美容院を営んでおり、おしゃれに詳しいという一面も持つ。ケンによると足は速いらしい。
あずきやジダマとは親友の間柄でよく3人で行動している。特にあずきとは恋の悩みを相談したり励ましあったりしていた。
【外見】
身長はあずきと同程度で、髪はやや短め。セーラー服のような服装を好んでいる様子。目の形があずき達と違い碁石のような形である。ほかにかおるの母、ケン、ケンの父が同様の目の形である。
【性格】
性格は内気で普段もあまり自分を出すことはないが芯は強い。優しいが泣き虫である。また他人の気持ちに対して鋭く、時々毒舌も振りまく。
尽くす女の子で、典型的な大和撫子タイプ。ケンへの想いは強く、彼の照れ屋でいじっぱりな性格のために幾度も傷つけられる言動を受けることがあったが、どんなに酷いことを言われても嫌いになることなど考えられない。また、あずきが勇之助に対してそうであるように、思考がケンに傾いており、ケンのことになると大胆な行動や言動もしばしば見られる。
【第一期】
KTKの一員であり、あずきと勇之助が順調に歩み寄っていることをよく羨んでいた。ケンがあずきのことを好きだと知っていても逃げ出すことはなく、あずきと親友でいながら一途にケンのことを想い続ける。しかしケンのことを巡ってジダマと喧嘩する物語もあった。
第33話はかおるにスポットを当てた回で、彼女の独白部分も存在する（独白があるのは作品を通じてあずきとかおるのみ）。この回では臆しながらもケンに自作のマフラーを手渡すことができ、後日それを首に巻いたケンに出会う。かおるは「もっと頑張るよ」と誓い、これ以降、2人が次第に距離を縮めて行くことになる。
【第二期】
物語が進むにつれ彼女のアプローチは積極的になる。
第58話でキャンプ中に遭難し悲嘆にくれた際は、ケンに対し「私のこと好き?」とストレートに聞く場面があった。また第75話では初詣にケンを誘い、人ごみの中ではぐれてはいけないからという理由で腕を絡ませた。
【第三期】
父の単身赴任先である松本で階段から落ち、足の骨を折るケガをした。その際、ケンが見舞いに来ている。第106話ではその父がクリスマスに東京へ帰るエピソードが登場し、娘を喜ばせようと意気込む父との間ですれ違うが、最終的には親子の絆を見せた。
第107話では、あずきがヨーコから蔑ろな扱いを受けたことを受けて、ジダマと一緒にではあるが、かおるにしては珍しくヨーコに直接怒りの感情を出すシーンがあった。
第112話「ガーン! バレンタイン禁止令」では、ケンが恥ずかしさから校則違反を理由に向き合って渡されるのを拒んだため、少し離れてから座布団カバーをプレゼントした。
終盤では満塁軒の手伝いで野山家に出前を届けている（服装も店の恰好をしていた）。
このようにあずき達とは違う形であるものの、作品を通して順調に関係を進めて行った。
【原作】
原作では25歳でめでたくケンと結婚することになる。
かおるの父
声：宇垣秀成
アニメオリジナルキャラクター。松本に単身赴任中。太めでメガネをかけている。自分の勘違いで、娘のかおるへの愛情が押し付けのような形になり、かえって迷惑がられることも。不器用で、隠し事をしてもかおるに気づかれやすい。最初は、ケンがかおるをいじめてるものだと思い込んでいて、ケンを見掛けるとよく睨んでいたが、それが誤解であることと、かおるとの関係が分かったら、ケンに直接詫びた。かおるは「パパ」と呼ぶ。スタッフロールでは「かおるの父」と表記されていた。
かおるのママ
声：佐久間レイ
自宅で美容院「西野美容室」を営んでいる美容師。かおると2人暮らし。多忙であり、劇中では美容室や自宅から外出する姿はほとんど見られなかった。あずさの親友たちとその母親たちはたいていここで調髪するので、お互いが出会うことも多く、一種の社交場のような場所である。
第38話から分かるように、子供たちの思いを察しながら穏やかに諭すようなやさしい母親である。
西野美容室は劇中で開店10周年を迎えたので（第98話）、かおるが0歳の赤ちゃんの時に開店したことになる。

### 児玉家
純和風の家に住んでいる。家庭事情としては両親が忙しいため、祖母がジダマの面倒を見ている。
児玉翠（こだま みどり）
声：松本梨香
あずさの同級生で親友で、小学生でありながらあずさとかおるの保護者兼姉御役。6月6日生まれ。通称は苗字の「児」の字を音読みした『ジダマ』。
多忙な母に代わり祖母に育てられ、そのため異常なおばあちゃん子である。スポーツは得意。
時折、根も葉もない駄洒落を言うことがある。
【外見】
あずき・かおるより身長が高く、体格がよい。髪型は三つ編み。服装は基本的にオーバーオール。他の子が嫌がっているランドセルを使うことに拘っている。
【性格】
気が強く頑固でいじっぱり。少々ざっくばらんな部分もある。公然と男嫌いであることを主張し、まことやケン、勇之助にまで厳しく接する場面があった。クラスメイトとは価値観、特に恋愛観に隔たりがあり、ヨーコとは仲が悪く何かと反目し合う時が多い。
早とちりで、それが元でよくトラブルを引き起こす。スカートをはくのを極度に嫌うなどボーイッシュな一面がある。
【第一期】
あずきと勇之助との関係に気付くのは他の女子よりも遅かった。最初こそ戸惑っていたものの、次第に彼らの仲を認めていく。
第30話ではかおると大喧嘩をしたが、仲直り。その際に人前で初めてスカートを履いた。
また、第一期終盤ではジダマが恋に落ちるエピソードが登場する（詳しくは第36話）。
【第二期】
これまでおばあちゃん子は自他共に認めるものであったが、ある時そのおばあちゃんと喧嘩し、涙も見せた。
第71話にて半年間内緒で縁日のウサギを飼っていたことを明かしたが、そのことを隠すために親や先生を巻き込むトラブルを起こした（ウサギは最終的に香月先生が引き取る）。
【第三期】
第89話で他校のサダヲから気の強さを見惚れられ、交際を求められるという一幕があった。
これまでを通してヨーコとは犬猿の仲であったが、特に第三期の終盤では対立しながらもヨーコを心配する回（115話など）がある。そして最終話では勇之助の気持ちを確認し潔く彼から手を引くヨーコを見直した。
【原作】
原作ではアニメほど彼女を取り上げておらず、中学校はあずきと別の学校へ行っている。
児玉葵（こだま あおい）
声：小田木美恵
ジダマの母でアニメオリジナルキャラクター。看護師であり、家事をハルやジダマに任せるほど多忙な毎日を送っている。アニメでは102話で初登場。「肝心の自分の子供には何もしていない」という思いから、突然仕事を休んでまで専業主婦になるために奮闘するが、勤務先の病院から抜け出した入院中の男の子が児玉家へ来たのをきっかけに、仕事への復帰を決めた。歳末助け合いバザーに出品する品物を短期間で大量にかき集めるほどの行動力を持っている。
児玉ハル
ジダマの祖母でアニメオリジナルキャラクター。65歳。アニメではセリフはなく背中姿しか登場していない。その行動は他の登場人物の口から語られるのみである。ただ、行動力は高くて顔も広いため、ジダマ経由であずきらに大きな情報を提供することがある。ジダマの性格形成にはハルの影響が大きいことが、ジダマ自身のセリフに現れている。年金が出るたび、ジダマにお小遣いをあげているようである。満塁軒のチャーシューワンタンメンが好物で週に1度は食べている。亀は大の苦手。夫は既に故人。
シャンプー
アニメオリジナルキャラクター。ジダマが一時的に飼っていたウサギ。第71話に登場する。ペットを飼っているというのを知られたく無かったためシャンプーと名づけた。食欲旺盛（大量のカップ焼きそばとキャベツなど）で飼ってからすぐに大きくなってしまったため悩みの種になってしまう。

### 高橋家
父が多忙であまり娘にかまってやれないようだが、それ以外は普通の家庭のようである。
高橋朋美（たかはし ともみ）
声：鈴木明子→ゆきじ（改名に伴い40話から）
あずさの同級生で友達。4月3日生まれのA型。通称トモちゃん。坂口まことのことが好き。教室では、あずさ・かおるがそれぞれ好きな男の子と隣同士になれたのに対し、最初こそ隣の席になれたものの、次の席替えでまことと離れ、それ以降隣になることはなかった。
レギュラーの中では出番はやや少なめだが、彼女の立ち回りは特にあずきと勇之助の関係において重要なキーになることがあった。
【外見】
メガネをかけたボブカットのクラス委員。小柄であり、まこととの身長差を気にしてか鉄棒にぶらさがったり牛乳をいっぱい飲んたりしてまで身長を伸ばそうとしたがそれも叶わず、落ち込む場面もあった。
【性格】
優しく真面目で礼儀正しい性格。待ち合わせに遅刻したまことを1時間以上待っても何とも思わないなど、健気である。これに関してはあずきも「私だったら勇之助君にそんな態度はとれないよ」と言うほど。また純粋な性格のようで、コンピュータ占いを信じるといった一面も見せた。
【第一期】
初期からクラス委員というレッテル貼りが強く、彼女がまことを好きなことを悟ったジダマは「クラス委員でも恋をするのね」と述べる。
あずさ・かおるにも好きな男の子がいることを知ると、3人で片想い友の会（略称KTK）を結成する（第9話）。その前後でも、第7話にて遠足であずきと勇之助を2人っきりでロープウェイに乗せたり、第27話では勇之助と喧嘩して落ち込むあずきを励ますなど、あずきと勇之助の仲を取り持つのに重要な役目を果たした。
夏の終わりに、まことと横浜へ初めてのデートへ行った。その後は順調なようで、直後の第26話でまことをぶどう狩りに誘った。
第38話「さむーい! ひとりぼっちのクリスマス」ではまことにマコト星人人形なるものをプレゼント。まことはトモちゃんに鳥のエサを贈っている。
【第二期】
第45話「リサーチ!トモちゃんの夢」では占いで悪い結果が出たことに落ち込んだが、後にそれがインチキだと分かると元気になる。そして、ジャーナリストになって社会の敵を懲らしめることを夢に掲げた。なおこの回は放送時期が5月ということもあって、小学5年生の春頃の話が描かれているが、4月生まれのトモちゃんの年齢が10歳、6月生まれのジダマの年齢が11歳と食い違いが生じている。
二学期のクラス委員選挙に立候補したものの、同時にまことの推薦人も務めている。
また、9時を過ぎてからの食事は控えているらしい（第75話より）。
【第三期】
第91話の夏休みのエピソードではまことが病気にかかり、余命も長くないことを聞かされると号泣。後にそれが勘違いだと分かると、再び安堵の涙を流した。
第97話では夢少女に変装してまことの本当の思いを探ろうという大胆な行動に出たが、彼の心情を聞いて胸を打たれた。
【原作】
原作では、かおるの結婚式の時には既に結婚している。誰と結婚したかは定かではないが、かおるの結婚式の際、撮影された写真を見た限りでは隣にまことがいる。
トモの母
声：豊島まさみ
アニメオリジナルキャラクター。メガネをかけたボブカットの母親。その顔は朋美にそっくりである。
トモの父
声：小室正幸
アニメオリジナルキャラクター。外見は気難しそうで怖そうな父親。メガネをかけており、従って高橋家は全員がメガネをかけている。都立動物園で獣医を務めており、動物の診察などで忙しくあまり家に帰れないため、友人も彼の姿を見掛けたことはほとんどないようである。母親を亡くし、元気が無くなっていたオラウータンの子供のマギーがまことを母親と思い込んで懐き、更にまこともマギーのあやし方が上手かった為にまことを偉く気に入った。ニンニクが苦手。
トモの祖父
声：伊藤栄次
アニメオリジナルキャラクター。第24話の授業参観で登場した朋美の祖父で、彼もメガネをかけている。とても温厚な性格で孫思い。今の子供たちが難しい勉強をしていることを知り「昔の子供でよかった」と安堵していた。山梨でぶどう園を経営している。
トモの伯母
声：福島おりね
第26話で登場。トモの祖父と共にぶどう園を経営している。メガネはかけていない。

### 高柳家
父が営むラーメン屋「満塁軒」の裏に自宅がある。母の職業などは不明。
高柳ケン（たかやなぎ ケン）
声：真殿光昭
あずきの同級生で幼なじみ。通称「ケンちゃん」。10月28日生まれのB型。出席番号は13番。プロ野球選手になるのが夢であると語り、野球チームに入ってはいるが、他にもゲームや漫画で過ごす時間もあり、野球にとことん入れ込む、という意思は持ち合わせていない。
小学1年生の頃にあずさのことを『あずき』と間違えて呼び（以降も『あずき』と呼んでいる）、あずさが『あずきちゃん』というあだ名で呼ばれるきっかけを作った人物でもある。
両親が中華定食屋『満塁軒』を営んでおり、よく接客や出前を手伝っている。クラスメイトの家に出前しに行くこともしばしば。また満塁軒の味には自信を持っている様子で、ジダマなどから店の味にケチをつけられると反発していた。
勇之助とまこととは親友で特にまことと仲が良く、まことと喧嘩しても1週間もしない内に仲直りする。
父もいじっぱりであり、父と喧嘩して家出することもあるが、遠くには行かない。
あずきの家族とも馴染みがあり、あずきと勇之助が親しくなってからもあずきの家に入る機会はあるが、あずきは勇之助に誤解を与えそうな気になるためあまり気が進まない。
【外見】
自身が所属する野球チームの野球帽がトレードマークで授業中も常に被り続けている。かおると同様、目の形が父と揃って碁石のような形である。小学校入学当初から現在にかけてまで背が低く、少し気にはしているが、それを感じさせないような活発な少年。勇之助とまことが手提げカバンなのに対し、最後までランドセルを使用している。
【性格】
誰かを気遣うような場面では大抵帽子で顔を隠すように、照れ屋でいじっぱり。基本的には天真爛漫でイタズラ好きな性格だが、美容室に行ったのを秘密にしたりするなど素朴な性格も持ち合わせている。
だいずに野球を教えており、面倒見はいい様子。
ジダマによれば「お祭り好き」で、小さなことでもやたらと首を突っ込みたがり、ことを大きくさせる。
【第一期】
あずきのことが好きで、5年生になってもあずきに対しスカートめくりのイタズラをしていた。しかし、素直ではないためそれを正面きって伝えることはなく、次第にあずきと勇之助の仲が進展していくのを見せつけられる形となる。よく2人を冷やかしてはいたが、時に嫉妬するような仕草も見られた。一方、奥手なかおるに対しては積極的に関わろうとしなかった。しかし、直接かおるから誕生日プレゼントを渡されたのを皮切りに、第一期終盤から変化が訪れる。
第23話であずきを元気づける目的でスカートめくりをしたが、これは勇之助に対して不安を感じるあずきを元気づけるためのものだった。
マラソンは得意らしく、前年も1位だった。しかしこのたびのマラソン大会ではペースを乱して優勝を逃した。
第33話はかおるとケンの回。かおるから渡された手編みのマフラーは第二期以降のエピソードでもたびたび使用している。
【第二期】
第二期からはあずきが好きという心境が徐々に薄れたようである。逆にかおるを意識している所作も見られたが、そのことが仇となって第63話ではかおるに絶交を言い渡す（後に和解し、ケンの行動の原因が明かされた）。直後の第64話では切符を無くした（正確にはかおるの芝居）かおるに自分の帰りの分の切符を手渡し、不器用ながら彼なりの優しさそして純情さを見せた。
【第三期】
かおるとの関係は相変わらず付かず離れずといった模様で、第95話「純情一途! ケンちゃんのお見舞い」ではかおるが長野県の松本市でケガをしたことを知ると、勇之助らと共に密かに松本へ向かう。この時にはジダマも2人の仲を分かっている様子で、病室で2人になるように仕向けていた。
最終話ではお別れ遠足で悲観的になったあずきを勇之助と共に見知らぬ駅で下車させ、2人きりにさせる気遣いを見せた。
【原作】
原作では中学校の入学時点で、かおるにちょっかいを出すようになっており、かおると待ち合わせして帰ったり、一緒に文房具屋に行く仲となっている。また、入学式の日には、仲の良い松岡に「あずきの名前の由来」の話をしている。とはいえ、勇之助がいなくなった後に落ち込んでいる、あずきのことを気にかけているという設定である。25歳でめでたくかおると結婚する。
ケンの父
声：矢尾一樹
アニメオリジナルキャラクター。「満塁軒」を営んでいる。顔がケンそっくりである。ケン同様、照れ屋でいじっぱりな一面もある。短気な一面もあり、ケンが何かをやらかすとすぐに手を出すことがある。自ら「東京で2番目の味」と冗談半分に豪語するものの、その腕前は確かなもので、新規参入店に顧客を奪われそうになった時も、その味で常連客を確保し閉店を免れている。しかし店は元々客の入りが少なく、子供達の集会場と化している場面が多い。自身も子供達の相談に乗るなど、「近所のいいお兄さん」的役割も果たしている。ケンのクラスメイトやその家族にサービスをすることもあった。ケンが家出したときは、心配になり営業に影響を及ぼすことがある。
かつてはみなみ小学校に通い、大迫先生の教え子で彼女に好意を抱きラブレターを出した事があった。その頃流行っていた「鉄人アロー」というロボットアニメの大ファンで第88話であずきが通うみなみ小学校の4年生の家が火事になり、あずき達が5年生の頃には鉄人アローのブリキの玩具が10万円の価値があり、学校に鉄人アローの玩具を持って来た際に大迫先生に取り上げられ、そのまま返して貰えなくなり、鉄人アローは今でも学校にあると思い込み、その鉄人アローを売り、10万円入手し、その金で火事に遭った4年生に寄付しようとするケンとあずき達が学校で鉄人アローを捜す切っ掛けを作った。だが実は当の鉄人アローは大迫先生から返されており、かつてのみなみ小学校の同級生達とタイムカプセルで埋めており、50年後に掘り出す事になっていたが、当の本人はすっかり忘れており、学校内でケンとあずき達が鉄人アローを捜す切っ掛けを作った事からケンから怒りを買ってしまった。
第113話でも思わぬハプニングの引き金となってしまい、ケンやあずき、勇之助ら一行を連れてスキー旅行に行った際、宿泊先であるペンションを運営している友人の近藤がスキーで骨折をしたため、近藤のために代わりにペンションを運営することを約束してしまい、あずき一行も運営を急遽手伝うこととなってしまった。
ケンの母
声：村上はるみ
原作では「番外編 かおるちゃん」のみに登場。ケンがおもちゃ屋へ行きたいのを反対し本屋を勧める。アニメでは第33話のみの登場であり（第109話もセリフなしで一瞬登場した。）、漫画をねだるケンに活字の本しか買うことを認めない。

### 坂口家
まことの両親は離婚しており、それが彼にどんな影響を与えたかは不明。第2期第46話「春のサスペンス!ドキドキ家庭訪問」では別の女性と再婚した模様だが、その女性は最後まで登場する事はなかった。同級生の中では複雑な家庭事情を抱えているといえる。
坂口まこと（さかぐち まこと）
声：津久井教生
あずさの同級生で勇之助やケンの親友で特にケンと仲が良くケンと喧嘩しても1週間もしない内に仲直りする。5月5日生まれのAB型。出席番号は8番。
だらしなく、目的もなくただ毎日を遊びながら過ごしているかのようであるが、過去には朋美より成績が良く、徒競走でもいつもトップであったとも言われ、これが原因で朋美から好意を抱かれる。しかし変化の原因については明らかにされていない。
TVゲームを好み、自室で熱中して寝オチしたり、ゲームセンターにもよく通う。きれいなお姉さんが好き。高山植物に詳しいという一面もある。作品きってのトラブルメーカーである。
まこと星人なるキャラクターを創作しており、「強いぞーまーことーGO!GO!」という歌いだしの主題歌も存在する。
【外見】
糸目であり、クラスメイトからは「いつも寝ているような顔」と形容される。髪は固く上方に向かって伸びており、本人はナイスな髪型と自負している。一大イベントの際は流れ髪のカツラを被り、大人っぽいコートを着る。
【性格】
とにかく怠惰な性格で、宿題や授業に真面目に取り組んでいる姿はほとんど見受けられない。面倒なこと、都合の悪いことを考えなしにやり過ごす傾向が見られるが、それが原因となりトラブルを発生させることも多々ある。逃避の延長として、ふらりと気分に任せて家出などして周りに心配をかけるが、笑って済まそうとして反省の色は見せない。楽天家でもある。加えて非常に怖がりで、恐怖を感じるとすぐ誰かに縋り着こうとする。
表面的なようだが反面、離婚した母親の顔を見に行くなど（第25話）、根底の部分では他人を大事に思う感情を持ち合わせている。
だらしなさを厳しく叱る3人の姉に苦手意識があり、休日に勇之助ら仲間が遠出するときなどに、姉達をなるべく避けるのを目的に遠出に付き添うことが数度あった。
【第一期】
あずきと勇之助の交換日記にイタズラするなど、どちらかと言えば2人に茶々を入れる外側の存在であったが、第25話で眼鏡を買いに行くという名目でトモちゃんと横浜で初のデートをした。この際、実母をひと目見に職場を訪問している。※第7話では母親のことを「ママ」と呼び、「旅行中」の母親の代わりにあずきにお弁当を作ってもらおうとしたが、この時点でまことの父と母が離婚しているかは定かではない。
【第二期】
第二期から登場した音楽の香月先生が美人であるため、何かと関わろうとしていた。しかし第78話で彼女が結婚する旨を知るとショックを受け、長らく落ち込んでいた。
とある事情でクラス委員選挙に立候補した時には、違反をしなかったにもかかわらず選挙に勝利した（しかし、アガリ症で仕事が務まらなかったためトモちゃんに交代）。
第46話では、義母のことを「母」と呼んでいる。
【第三期】
三期ではまことが主役の回が増えたが、相変わらずトラブルを引き起こす名人だった。
夏休みのエピソードは勘違いからまことの余命があとわずかであると噂立ったものだった。この回で彼はヨーコの家を訪れ、最後にヨーコをまともにしようと人生観を変えるようアドバイスしたが、聞き入れる様子が無かったため彼女の頬を平手打ちした（後にヨーコに仕返しを受けるハメになる）。このエピソードにて「恋愛は先着順じゃない」という非常にまともな格言も述べていた。
第97話は久々にまこととトモちゃんが中心のストーリーで、自分の追っていた夢少女の正体がトモちゃんと分かりショックを受けるが、その後初めてトモちゃんに対する思いを曝け出した（まことがトモちゃんに感情を吐露するのは作品を通してこの回のみ）。
【原作】
アニメほどの出番はなく、中学生編でも登場しない。
まことの父
声：津久井教生
アニメオリジナルキャラクター。顔が息子のまことにそっくりの父親。かつてはマラソンの選手だった。胆石の手術で入院したことがある。会社を辞めて自営業に転職するらしい。第1期では、まことの実母とは離婚したが、第2期第46話「春のサスペンス!ドキドキ家庭訪問」では「家内も今、留守をしておりまして」と言っていた事から別の女性と結婚した模様。しかし、その女性は最後まで登場する事はなかった。
まことの母
アニメオリジナルキャラクター。アニメ第25話にて初登場。夫と離婚後、横浜のホテルのフロント係として勤務している。まことは時々、その顔を密かに見に行く。みなみ小の芸術発表会の回に、観覧席に似た人物が描き込まれていた。同級生たちは離婚の事実を知らない。ただしトモちゃんだけは、その事実を知っているが、まことへの愛情から、2人だけの秘密にしている。まことが高山植物に詳しいのは、まことの実母の影響であったりする。
坂口冴子（さかぐち さえこ）
声：山口由里子
アニメオリジナルキャラクター。まことの3人の姉のうちの一人。この3人の姉たちは、まことのだらしない日常を矯正しようと、まことに「しっかりしなさい」と言い続けている。美人であるが、人前でもお構いなくまことを叱りつける表情は母親のように真剣である。坂口家を代表する形で、授業参観に出席したことがある。友人の姉でありながら、ケンは冴子の顔を知らなかった様子。

### 榊原家
一等地に住んでおり、家の建築も有名な建築家が設計したことから、かなり裕福な家庭であることがわかる。家は2階建てで、非常に大きな庭もある。庭には大きな池もあり、そこで大きな亀を飼っている（第53話）。
榊原ヨーコ（さかきばら ヨーコ）
声：佐久間レイ
高飛車な美少女のお嬢様。5月9日生まれのAB型。目立ちたがり屋でもあり、ケンやまこととは違う意味で何かと騒動を引き起こす。他の女子は全て「〜さん」で呼ぶ（ただし、原作ではあずさのことを「あずきちゃん」と呼んでいる。また、かおるは「かおるちゃん」、朋美は「トモちゃん」と呼ぶこともある）。
作中での口癖は「じゃあね〜」で一方的に発言して相手に反論される前に用いることが多い。
【外見】
背が高く、ロングヘアーのサラサラ髪である。頭にはカチューシャをしている。大人っぽい外見から中学生と自称しても疑われることはない。水着、浴衣、ドレスなども高値のものを纏い、それがあずきのジェラシーを掻き立てることもあった。
【性格】
ワガママで同級生からはタカビーと言われることもある。また、気に入った年上男子の前で猫を被るなどお調子者の一面もあり、おべんちゃらにも弱い。自身の欲望のために（特に勇之助に近づくために）はったりをかますこともある。
ジダマとは非常に仲が悪く、ホームルーム中でもたびたび罵り合いをしている。あずきは恋敵であるが、弟のだいずは気に入っている様子である。
勇之助に相応しい相手は自分だと確信しているが、あずきと勇之助が相思相愛なので、三角関係にすらなっていない。様々な方法であずきを出し抜き勇之助に近付こうとするが、殆ど何らかの理由で失敗する事が多い。
プライドが高い故に、第61話の劇団公演や第92話の学級新聞など、自分の思い通りにならない展開になっても、一度自分が手をつけたものは最終的には投げ出さず完結させるようなところがある。また、恥ずかしい誤解を受けたら、それを解くために大胆な行動に出ることもあった（第98話）。
【第一期】
あずきの恋のライバルとして一話目から台頭。勇之助の隣に座るなど、機会あっては彼との接近を図る。
タコ公園で勇之助を巡ってついにあずきに正面対決を挑んだ。それは勇之助のどこが好きかを列記して競うものであったが、この時あずきは主に勇之助の内面を、ヨーコは彼の外面だけを挙げていた（直後に勇之助が現れて決着自体はつかず終い）。
第31話は芸術祭のエピソードであり、自らオリジナルの物語を作り、さらに自分を主人公に据え置いて勇之助に歩み寄ろうとするなど、ヨーコらしい性格が現れた回である。
運動神経はかなりいいらしく、マラソン大会はジダマを抑えての1位だった。
【第二期】
あずきと勇之助の仲を知りながらもめげることはなく、相変わらず勇之助と近づく機を伺っていた。また、何かと目立ちたがりな面も見せる。しかし彼女の身勝手な行動がたびたび周囲を巻き込むトラブルを起こすこともあった。クラス委員選挙に立候補したが、クラス内の人望はなく、あえなく落選した。
そんなヨーコでも強かな部分を見せることがあり、第61話では自分の肌には明らかに合わない人形の劇団にスカウトされ（ヨーコは当初、人形の劇団ということを知らなかった）恥をかくも、劇の公演を最後までやってのけた。
【第三期】
第三期に入っても懲りずに騒動を巻き起こす。第87話では、雑誌に中学生と偽って掲載され、それを見た男性たちから交際を迫られる騒動を起こした。これにはいつも温厚な勇之助までも怒り、間接的にだが懲りさせる対応をとった。ただ、懲りてないのか、第113話でもペンションで一緒になった青年男性を前に中学生と偽った。
しかし最終回には外面を捨て自分の感情、気持ちを直接勇之助にぶつけることができるほどに成長した。
【原作】
原作では勇之助がアメリカへ行ってしまった後に落ち込んだあずさの良き理解者となり、中学2年のとき、あずさと同じクラスになる。小学校時代のような態度はとらず、緑川に嫌味を言われるあずさを庇うなど、彼女の支え役となる。緑川のことをライバル視しており、たびたび口げんかをしている。また将来客室乗務員になる。原作エピローグでの本人のセリフから、ケンとかおるの結婚式の時点でも恋人や配偶者はいない模様（彼女だけが独り者らしい）。また、仕事の都合でシカゴへの赴任を一ヵ月後に控えている。
ヨーコのママ
声：松本梨香
勇之助の母やケンの母と仲がよい。アニメにおいては、派手な外見の美しい母親。働いていないので専業主婦と言えるが、主婦らしい家事にいそしんでいる姿は見られなかった。娘と同じく無邪気な所があり、周囲を巻き込んだトラブルの原因にもなった。しかし、69話でヨーコがあずさのフリをして見知らぬ男性（佐伯）に不用意について行ったと知ったときは流石に激昂し、ヨーコが意気消沈するほど厳しく叱りつけた。夫は外国出張が多いらしく、豪邸でヨーコとの実質2人暮らし。榊原家には車が2台あるが、そのうちの赤いセダンを運転する。このセダンのことをヨーコは高級車と呼ぶこともある。
オードリー
アニメオリジナルキャラクター。ヨーコが飼っているビーグル犬。30話では子犬を産んだらしい。

### 南小学校

#### 教師
多胡こうさく（たご こうさく）
声：園部啓一
あずさたちのクラス「5年2組」の担任。通称「タコ先生」。野外活動だけでなく教壇に立つときもいつもジャージ姿。ピアノは不得意。生徒の事は主に苗字で呼び捨てで呼ぶ。みどり町小学校の教頭先生である妻（声：小林優子）とマンション暮らしをしている。妻の方が役職が上であり、食材の買出しや調理は夫の担当であるかのような描写が多い。主な交通手段は自転車で、第46話で新しいものに買い替えている。
一見冴えない顔をしたぶっきらぼうな人に見えるが、生徒のことをよく観察し配慮ができるいい教師であり、人気は高い。例えば生徒同士がケンカしているのを察知したり、様子のおかしい生徒に関して仲のいい他の生徒に尋ねるなどしている。1年生であるだいずからも慕われるほどである。
千葉県房総地方の実家では、両親（母：巴菁子）が農業を営んでおり、あずさたちに手伝ってもらったことも。
まことの破天荒な行動には最後まで手を焼かされたが、無理矢理矯正させることはなかった。第109話によればメイホウ大学を卒業している。
原作では2人の子供がいる。
香月美奈（かづき みな）
声：篠原恵美
アニメオリジナルキャラクター。アニメ放映の2期からみなみ小学校に赴任してきた、音楽大学を卒業したての音楽教師。勇之助の転校前の学校である明朝学園に教育実習で行っていたこともあり、勇之助とは顔なじみであった。美人で服のセンスもいいことから、男女両生徒からの人気は高い。特にケンはこの街に「あんな美人いないもんな」と言うほどであった。静岡県西伊豆地方の実家ではみかん農園を営んでいる。劇中でケントと結婚するが、それに至るストーリーが垣間見られた。その後、懐妊した。
大迫みちえ（おおさこ みちえ）
声：伊倉一恵
アニメオリジナルキャラクター。アニメ放映の3期からみなみ小学校に転任してきた、校長先生。かつてはみなみ小学校の教師で、当時ケンの父の担任でもあった。未婚でマンションに一人暮らし。スクーターで登校している。
吉野先生
声：白石文子
アニメオリジナルキャラクター。第35話「ナイショ!赤ちゃんはどこからくるの」で登場した家庭科の教師。妊娠しており、調理実習の授業を休み入院した。その時には、代わりに保健の先生が調理実習を教えた。

#### 5年2組
あずさ達のクラスの生徒は男子14名女子16名の計30名で構成されている。これは、第21話「ドッキリ! 恐くてうれしい林間学校」の中で、肝試しでペアを組まされたジダマとヨーコの苦情に対し、「うちのクラスは女子のほうが多いんでな」と返した多胡先生のセリフからわかる。
第60話「世紀の決戦! クラス委員は誰がなる!?」では、クラス委員を決める際に計30票の票数があったり、また第1期のエンディングの写真の中に、しっかりと男子14名女子16名が映っているなど、細かい部分までしっかりと描かれている。
しかし、クラスの後ろ側には32名分の習字の半紙が飾られているシーンと、30名分の習字の半紙が飾られているシーンがある。また、第1期では少なくとも33名の生徒が存在している。
第7話「五月晴れ!霧の中のツーショット?」と第27話「ガーン!勇之助くんなんか大きらーい」では名前だけのクラスメイトが何人か登場する。
氏名の合計文字数が10文字ある男子生徒は勇之助だけである。
男子生徒（第1期）計11名
【第1話】
小笠原勇之助、坂口まこと、清水（しみず）、高柳ケン
【第7話】
吉本（よしもと）
【第27話】
青木（あおき）、猪上（いのうえ）、唐島（からしま）、小島（こじま）、佐藤（さとう）、塩原（しおはら）
男子生徒（第2期）計6名
【第43話】
木村（きむら）
【第58話】
入山（いりやま）、近藤（こんどう）、鈴木（すずき）、山田（やまだ）
【第60話】
桑原たけし（くわばら たけし）
男子生徒（第3期）計3名
【第86話】
石田（いしだ）、江口（えぐち）
【第104話】
近藤（こんどう）
【第115話】
朝香守男（あさか もりお）、井上隆（いのうえ たかし）
女子生徒（第1期）計8名
【第1話】
児玉翠、榊原ヨーコ、高橋朋美、西野かおる、野山あずさ
【第7話】
内山（うちやま）、金子（かねこ）、川口（かわぐち）
女子生徒（第2期）計1名
【第58話】
平田（ひらた）
性別不明（第1期）計14名
【第2話】
山谷（やまたに）
【第7話】
反町（そりまち）、千葉（ちば）、土橋（つちはし）、中島（なかじま）、新谷、西山（にしやま）、橋本（はしもと）、松井（まつい）、松平（まつだいら）、山田（やまだ）、山沢（やまざわ）、山下（やました）、渡辺（わたなべ）
山田については、第24話の授業参観で先生が当て、返事は男の子の声に近いが姿は映らないシーンがある。
名称不明（第1期）計1名
○崎
第7話「五月晴れ!霧の中のツーショット?」で、バス座席表の一番後ろ中央の座席に「崎」がつく名前が見えるが、前の文字が見えないため不明である。

#### 1年生
斉藤まどか（さいとう まどか）
声：高田由美
アニメオリジナルキャラクター。第62話「そんな! ライバルはだいずのカノジョ」で登場する。だいずと同じクラスで、だいずのガールフレンドでもある。書道を習っており、物凄く達筆である。犬が苦手。珈琲専門店「花の門」のオーナーの娘である。だいずのガールフレンドだが、惚れやすい性格で勇之助に一目惚れし、だいずとあっさり別れたが、だいずもあっさり承諾した。勇之助に香水を付けたラブレターを渡したり、つきまとったり、泣き落としするなどして困らせる。性格が少々悪くジダマをからかったり、ヨーコを脅すなど大胆。最終的には「ラブレターを1年生だけでも10人以上に送っていたこと」をヨーコに知られ、ヨーコが珈琲専門店「花の門」のオーナーと親しい事から「その事をあなたのお父さんに言う」と今度はまどかが逆にヨーコに脅迫され、渋々勇之助を諦め、その場で悔し泣きした。その後、だいずに電話で謝罪して再び交際を申し込み、だいずも全く気にしていなかった事から再び交際した。しかし惚れやすい性格は直らず、今度はまことにラブレターを送る。この事実を知ったあずきは「本当はあの子、気が多いんじゃなくて、字が上手いのを自慢したいんじゃないかな？」と推測した。榊原家の車のフロントガラスを割ってしまっただいずに、ヨーコの母に謝りに行くように諭すなど、しっかりした一面もある。庄作という弟（後述）がいる。

#### 5年生
平川（ひらかわ）
声：東さおり
アニメオリジナルキャラクター。第82話「ジダマ様へ?名前のないラブレター」で登場する。5年3組の生徒。ジダマが3年生の時、同じクラスであった。物凄く字が汚く、ケンは「俺より汚い字」、ジダマは「だいずちゃんみたいな字」と表現した。サッカーを見るのは好きだが、プレイはしていない。

#### 6年生
東條かつや（とうじょう かつや）
声：林延年
アニメオリジナルキャラクター。第47話「ライバル出現! どうするの勇之助くん」で登場する。ケンと同じ野球チームのエース的存在の角刈りの少年で、勇之助と同じくらいに女の子に人気がある。小さい頃、ボールを無くした時にたまたま「あずさ」にボール探しを手伝ってもらい片思いをする。当人が6年生の時、つまり、あずさが5年生の時に、ケンがあずさに紹介することになる。東條はあずさを無理やり口説こうとするため、あずさは嫌々ながらもデートに付き合う羽目になる。最終的には、あずさに気が無いことを知り諦めることとなる。

#### 元みなみ小学校
藤巻拓（ふじまき たく）
声：三木眞一郎
アニメオリジナルキャラクター。第73話「わるい思い出!? 一日だけの転校生」で登場する。1年生の頃あずさやケン、ジダマと同級生だった少年。ケンにスカートめくりを教えたり、ジダマのお下げを引っ張るなど、ケン以上のいたずら少年だった。勇之助と同様、家庭の事情で転校を繰り返しており、そんな勇之助に親近感を抱く。昔からあずさのことを好きだったようだが、久しぶりに会うと、勇之助と付き合っていることを察してか、自ら身を引く。そのため、幼少の頃お預けになったケンとのあずさを賭けた決闘も、いまだ引き分けとなっている。かつて人知れず転校したときのように、再び誰にも告げずあずさ達から姿を消し、母親の実家がある北海道の旭川へと引っ越して行った。
父親は幼い時に亡くなっており、母親は重い病気を患っている。
ジダマとは幼稚園の頃からの知り合いで、ジダマはお漏らしをしたことを見られ、それ以来、強く出られないでいる。1年生の時は4組だったが、他のクラスの生徒にも知られていた。

#### その他のアニメオリジナルキャラクター
仙台のおじさん（せんだいのおじさん）
声：園部啓一
仙台で酪農を営むあずさとだいずの母方の義理の伯父。経営難で牧場を閉鎖しようとしたが、反対する妻が家出したことで撤回した。
仙台のおばさん（せんだいのおばさん）
声：勝生真沙子
あずさとだいずの母方の伯母で、けい子の姉。妹に比べて明るく開放的な性格。夫と共に酪農を営むが、牧場を止めると言い出した夫と口論になり野山家に家出する。その間、満塁軒でアルバイトとして勤務し、ケンの父から「久々の4番バッター」と働きぶりを高く評価された。
美千代（みちよ）
声：兵藤まこ
第89話で登場する、あずさの父の同級生。ニックネームは「ミッチー」。千住で「たぬき」というもんじゃ焼き屋を経営しており、小学生時代にはクラスのボス的存在であった。小学生時代はあずさの父をいじめたりしていたが、実はあずさの父のことが好きだったからいじめていたと、あずさ達には告白した。
定男（さだお）
声：鈴木晶子
美千代の息子。喧嘩っ早く、ケンやまことと喧嘩するも余裕を見せていた。ジダマが美千代の性格とそっくりなことから一方的にジダマに恋を抱いた。
えりかの母
声：熊谷ニーナ
第68話で登場する、勇之助の母の妹。小さい子供がいる。
えりか
第68話で登場する、勇之助のいとこ。とても泣き虫で勇之助や勇之助の母以外になつかない。兄弟のいない勇之助にとって、自分の妹のような感情を抱いていた。
佐伯（さえき）
声：伊崎寿克
第69話で登場した、あずさの父が勤務する大学に通う文学部の大学生。落第を逃れるためにあずさを丸め込もうとするが、知らない間にヨーコを連れ回してしまい、あずさの父に一喝される。
島崎（しまざき）
声：中村大樹
第81話で登場した中学生。勇之助が所属するサッカークラブと対戦したチームのキャプテン。体格がよく、坊主頭と厳つい顔が特徴。試合で勇之助のトリッピングで足を負傷してしまうも、勇之助には男気のある一面を見せた。
小山（こやま）
声：舟津俊雄
前述の島崎と同じサッカークラブに所属する中学生で、島崎の後輩。普段は控え選手だが、勇之助のいるチームと対戦した時に出場し、得点を決めている。試合で負けた悔しさからかあずさとヨーコの家に奇妙な電話を掛けたが、後に謝罪した。
本山（もとやま）
声：柴本浩行
第82話で登場する中学生。母親は自宅で書道の先生をやっており、本人も字が達筆である。ジダマがお向かいの家のゴールデンレトリバーのジョニーを連れ、散歩をしていた時に遭遇したらしく、自分の犬と結婚させないかと手紙で送り、勘違いさせた。
峰村（みねむら）
声：白石文子
第83話で初登場する、あずきのマンションの上の階の新婚の女性。よくどじをする。
あつし
峰村と結婚した男性。
梢（こずえ）
声：永島由子
峰村さんの妹。大阪に母親と住んでおり関西弁を話す。
竹村（たけむら）
第84話で登場した、あずきの母の友達でツーリング仲間。3児の母である。
ロボロボ太郎（ろぼろぼたろう）
声：東さおり
第85話で登場した、子供向けテレビ番組のマスコットキャラクター。キャラクターグッズも販売されている。
なぎさみどり
第85話で登場した女優。ヨーコの帽子を借りてテレビに出演したりしていた。
三谷志乃（みたにしの）
声：吉田理保子
第100話で登場した、パンジー化粧品の会長。最近、社長を引退している。独身で子供もおらず、だいずを養子にしようとしていた。
若林（わかばやし）
声：舟津俊雄
第100話で登場した、志乃の運転手。スーツ姿でサングラスのため、最初は悪人かと思われていた。
斉藤庄作（さいとうしょうさく）
声：東さおり
第101話に登場した斉藤まどかの弟。まだ生まれたばかりの赤ちゃんで言葉も話せないが、まことによく懐いていた。
ケント
声：中原茂
みなみ小学校の音楽教師である香月美奈の夫。香月とは知り合って2カ月で結婚した。日本で長く生活しているため日本語を話せる。かなりの大男で髭を生やしており、性格はいたって穏やか。八ヶ岳で生活している。
だいきち
ケントが八ヶ岳で飼っている小犬。香月美奈によるといたずら好きのようである。あずきの家の近くのペットショップで売られていて、よく見ていただいずが飼いたがっていた。だいずにも懐いている。ケント・美奈夫妻が購入した当初は「ジョン」と名付けていたが、購入する前からだいずが「だいきち」と名付けて親しんでいたため、名前を「だいきち」にした。
ビリー
声：ジェフ・マニング
プロのカメラマンで、勇之助の父の知り合いのアメリカ人。日本語を独学で勉強しており、ところどころで日本語を間違えていた。日本文化に強い憧れを持ち、成人式の会場で大和撫子の写真を撮影しようとしたが眼鏡にかなう人物が見つからず落ち込んでいたものの、献身的にサポートしてくれたあずさに感銘し、あずさをモデルにした。料理が趣味で、その腕前はプロ並み。ケンの父から「うちで働かないか?」と誘われたが、「あくまでも料理は趣味」として断った。
村岡秀雄（むらおか ひでお）
勇之助の父の会社の社員。アメリカへの航空券をあずさに届けた。ヨーコの母やヨーコは勇之助の家で一度知り合ったことがある為、面識がある。
三浦（みうら）
第109話に登場したケンの父親の知り合い。多胡先生の後輩でもあった。メイホウ大学の野球部のマネージャーで、ケンの父親が、ケンの将来を考えて、贔屓にしていた。

### 中学校
原作では、あずさ達が中学生になった後の話も登場する。

#### 1年時
あずさはB組、かおるとケンはA組と、小学生時代親友だったかおる達とはクラスが別になってしまい、心細く感じる。そんな中、入学式で知り合った竜一と親しくなっていく物語が描かれている。ジダマは別の中学に行った為、登場しない。また、トモとは同じ学校になったようだが、中学生編では登場しなくなる。
あずさは竜一との喧嘩がきっかけでクラス委員を勤めることになったり、またテニス部に入るなど生活面での変化が見られる。
松岡竜一（まつおか りゅういち）
中学1年の時、あずさと同じクラスになった男子生徒。あずさからは当初「パイナップル」と呼ばれていた（髪型がパイナップルだったため）。ケンとソロバン塾が一緒で仲が良く、「あずき」というニックネームもケンから聞き出し、初日からアプローチをかけていた。
性格はハチャメチャで、また非常に積極的だが優しい面もある。あずさが落ち込んでいる時は恋敵である勇之助を呼んで元気付けてやるなどしている。学業に関しては人間計算機と呼ばれていたくらい計算が得意。また運動神経が良く、中学校では硬式テニス部に入り活躍している。小学生時代は大変モテていたらしい。
妹が自分の部屋を欲しがったため、仕方なく物置を改造して自分の部屋にして住んでいる。
入学当初はあずさから嫌われていたが、徐々に親しくなっていく。1年の夏休みの最後（あずさの誕生日）に宿題を書き写そうと思い、あずさを呼び出したが、その際「数学のドリルを2時間で終わらせたらキス」という話になり、それがきっかけであずさが竜一を意識するようになった。ケンからはライバル視されている。
最終的にはあずさから本命は勇之助だと正式に告白され、彼女を諦める決心をする。さらにテニスの名門校である私立高のスポーツ推薦入試を受験することとなり、受験直前のバレンタインデーにあずさからチョコを受け取り、中学卒業をもって彼女と別れることになる。
その私立高の推薦入試受験前日にケガをしてしまい、推薦は辞退して一般入試を受験し、補欠合格した。
その後の足取りは詳しくは不明だが、25歳時は多忙であるらしくテニスの遠征などをしている。そのため、ケンとかおるの結婚式には出席していない。
本田ミカ
あずさと同じクラスになった女子生徒。中学になって初めてできた友達。あずさと一緒にテニス部に入った。
外見面では、胸が割と大きく、グラマーなタイプ。
竜一とは小学校の同級生で運動会や遠足の時、いつも一緒だったため親しい。
ハルヒ
あずさと同じクラスになった女子生徒。あずさに様々な恋のアドバイスをする。
中学生にしてハイレグの水着を着るなど大胆な面もある。お菓子作りに詳しい。
「カップルをつくるゲーム」でプルリンが自分を選んでくれたことから彼を意識するようになり、やがて両思いとなる。
村上さん
あずさと同じクラスになった女子生徒。3年生に好きな先輩がいるらしく、卒業式の日には泣いていた。
プルリン
あずさと同じクラスになった男子生徒。クラス一のひょうきん者で、勉強は苦手。趣味は漫才。
おっちゃん
あずさと同じクラスになった男子生徒。のんびりしていて優しくていい人。趣味は読書。
堀江さん
隣のクラスの女子生徒。小学生時代にはミカと同じクラスになったこともあるらしい。非常に頭がよく、メガネをかけていたらしいが、中学生になってからはコンタクトレンズに変えた。
竜一が「いろんな女の子とデートしてみて、やっぱりあずきが一番だと思いたい」という理由でデートしたため、あずさが嫉妬してしまった。
緑川理恵
3学期から登場する、隣のクラスの女子生徒。ハルヒと同級生。
外見は非常にかわいく、「狙った男ははずさない」と小学校の時から有名。しかし本当は初めから竜一を思っているらしく、一時帰国した勇之助にちょっかいを掛けるなど、あずさに意地悪な態度を取る。
しかし自分が原因で竜一が腕を負傷しクラスの中で辛い立場になった際、初めて竜一に素直な態度を取り、これが全体の恋愛関係に変化をもたらしていく。最終学年のバレンタインデーであずさに竜一にチョコを渡すよう促したのは彼女である。彼女もケンとかおるの結婚式には出席しておらず、中学卒業後の足取りは掴めてはいないが、モデルになったようである。

#### 教師
若林道夫
「1年B組」「3年A組」の担任。国語の先生で、熱血的な性格。
佐藤先生
「2年A組」の担任の先生。女性だが、「怖い」と生徒から有名。
浅川先生
2年生の時の英語の先生。女性。
森先生
佐藤先生の代わりを務めている男性教師。若干勇之助に似ている。3年の後半にはヨーコがアプローチをかけ始める。終わりのチャイムが鳴っても気にせず授業を長引かせる傾向があるためあずさにとっては不評だが、ヨーコにとってはかえって好都合でさらなる補習をおしかけで申し出ている一幕もある。受験時には「合格したらご褒美をあげる」などと言って、ヨーコを張り切らせた。

## テレビアニメ版
NHKの『衛星アニメ劇場』で1995年4月4日から1998年3月17日まで（中断期間を含む）放送された。全117話。シリーズ構成を担当した雪室俊一は、117話中第11話を除いた116話の脚本を手がけた。ラストシーンでは毎回、平田敏夫の描いたイラストと共に、あずきのナレーションで物語の後日談が語られる（例外として、78話・116話・117話はない）。
原作では主人公のあずさが小学5年生から中学校を卒業するまでを描いていたが、アニメ版では小学5年生の1年間を繰り返しており、進級していない。
また、アニメ版ではあずさの周りの生徒達の描写が増えており、特に原作では出番の少ない、だいず、ケン、まこと、ジダマ、トモちゃんの活躍が多い。さらに彼らの保護者の活躍も数多く描かれており恋愛アニメでありながらファミリー向けアニメとも言える作品となった。
原作の相関図ではジダマやトモちゃんは友達という扱いであり登場も多いとはいえなかったが、アニメでは特にジダマは親友という関係に近い。
レギュラーメンバーの、兄弟・家族・親戚・隣人など、アニメ版のオリジナルキャラクターが追加され、視点とストーリーの幅が広がり、そして舞台も多様になっている。
衛星アニメ劇場での放映時には、たびたび特番が組まれ、番組休憩時期には再放送が行われた。
本作の キャラクターデザインを務めた川尻善昭は『獣兵衛忍風帖』などのアクション作品で知られるが、本作においては柔らかなデザインとなっている。川尻本人は、アニメーターとしてあらゆるキャラクターを描くということを教え込まれたため、異なるタッチの作品であっても抵抗はなかったと2014年の氷室竜介とのインタビューの中で、振り返っている。

### スタッフ
- 原作：秋元康、木村千歌
- シリーズ構成：雪室俊一
- キャラクターデザイン：川尻善昭
- 美術監督：上原成代
- 音楽：辻陽
- 音響監督：鶴岡陽太
- 監督：小島正幸
- アニメーション制作：マッドハウス
- アニメーションプロデューサー：吉本聡
- プロデューサー：近藤栄三
- 共同制作：NHKエンタープライズ21（現：NHKエンタープライズ）、総合ビジョン
- 制作著作：NHK

### 主題歌
オープニング
素敵な君
作詞：阿久延博　作曲：三木拓次　編曲：RAZZ MA TAZZ & 今井裕　歌：RAZZ MA TAZZ
エンディング
夜明け（第一期）
作詞：阿久延博　作曲：三木拓次　編曲：RAZZ MA TAZZ & 今江裕　歌：RAZZ MA TAZZ
歩こう（第二、三期）
作詞：秋元康　作曲・編曲：藤原いくろう　歌：野山あずさ（ゆかな）
イメージソング
あずきちゃんたら!
作詞：秋元康　作曲：仁科かおり　編曲：藤原いくろう　歌：野山あずさ（ゆかな）

### 各話リスト
| 放送日        | 放送日         | 話数  | サブタイトル                           | 脚本              | 絵コンテ          | 演出           | 作画監督     | 習字     |
| BS2           | ETV            | 話数  | サブタイトル                           | 脚本              | 絵コンテ          | 演出           | 作画監督     | 習字     |
| 第1期         | 第1期          | 第1期 | 第1期                                  | 第1期             | 第1期             | 第1期          | 第1期        | 第1期    |
| ------------- | -------------- | ----- | -------------------------------------- | ----------------- | ----------------- | -------------- | ------------ | -------- |
| 1995年 4月4日 | 1996年 7月6日  | 1     | 春らんまん! あずきの恋はさくら色       | 雪室俊一          | 小島正幸          | 小島正幸       | 北尾勝       |          |
| 4月11日       | 7月13日        | 2     | 秘密! 消しゴムのおまじない             | 雪室俊一          | 桜井弘明          | 桜井弘明       | 金子紀男     | 青空     |
| 4月18日       | 7月20日        | 3     | 大告白! わたしの好きな人               | 雪室俊一          | 坂田純一          | うえだしげる   | 君塚勝教     | 真実     |
| 4月25日       | 7月27日        | 4     | ショック! 涙なみだの運動会             | 雪室俊一          | 政木伸一          | 政木伸一       | 金子紀男     | 青空     |
| 5月2日        | 8月3日         | 5     | ドキドキ! 勇之助くんが家に来る?        | 雪室俊一          | 浅香守生          | 佐々木和宏     | 河内日出夫   | 青空     |
| 5月9日        | 8月10日        | 6     | あせっちゃう! かけもちスクランブル     | 雪室俊一          | 桜井弘明          | 桜井弘明       | 金子紀男     | 約束     |
| 5月16日       | 8月17日        | 7     | 五月晴れ! 霧の中のツーショット?        | 雪室俊一          | 小島正幸          | 小寺勝之       | 芦野芳晴     | 放送     |
| 5月23日       | 8月24日        | 8     | ホント? ライバルはジダマ!!             | 雪室俊一          | 青山弘            | 矢野篤         | 金子紀男     | 希望     |
| 5月30日       | 8月31日        | 9     | 大募集? かたおもい友の会               | 雪室俊一          | 坂田純一          | 坂田純一       | 君塚勝教     | 未来     |
| 6月6日        | 9月7日         | 10    | ないしょ! ユーノスケくんはカタツムリ?  | 雪室俊一          | 桜井弘明          | 桜井弘明       | 金子紀男     | 五月雨   |
| 6月13日       | 9月14日        | 11    | ときめき♥ はじめてのデート             | 浦畑達彦 若木ちえ | 浅香守生          | 浅香守生       | 北尾勝       | 希望     |
| 6月20日       | 9月21日        | 12    | ジェラシー! ふりむいて勇之助くん       | 雪室俊一          | 政木伸一          | 政木伸一       | 金子紀男     | 夏祭     |
| 6月27日       | 9月28日        | 13    | 男のヒミツ!? 美容室のケンちゃん        | 雪室俊一          | 佐々木和宏        | 佐々木和宏     | 山田みちしろ | 青空     |
| 7月4日        | 10月5日        | 14    | オネガイ! 七夕に願いをこめて           | 雪室俊一          | 青山弘            | 古川政美       | 金子紀男     | 朝顔     |
| 7月11日       | 10月12日       | 15    | 始まり♥ 愛の交換日記                   | 雪室俊一          | 小島正幸          | 田中洋之       | 君塚勝教     | 希望     |
| 7月18日       | 10月19日       | 16    | おいしい!? しょうゆ味のエビフライ      | 雪室俊一          | 桜井弘明          | 桜井弘明       | 金子紀男     |          |
| 7月25日       | 10月26日       | 17    | 女の意地!? 決闘タコ公園                | 雪室俊一          | 片渕須直          | 片渕須直       | 芦野芳晴     |          |
| 8月1日        | 11月2日        | 18    | 夏便り! 待ちぼうけのラブレター         | 雪室俊一          | 小寺勝之          | 小寺勝之       | 金子紀男     |          |
| 8月8日        | 11月9日        | 19    | お母さんの秘密! 想い出のファーストラブ | 雪室俊一          | 佐々木和宏        | 佐々木和宏     | 山田みちしろ |          |
| 8月15日       | 11月16日       | 20    | ピリカラ! 恋の出前はラーメンの味       | 雪室俊一          | 政木伸一          | 政木伸一       | 金子紀男     |          |
| 8月22日       | 11月23日       | 21    | ドッキリ! 恐くてうれしい林間学校       | 雪室俊一          | 坂田純一          | 坂田純一       | 君塚勝教     |          |
| 8月29日       | 11月30日       | 22    | どうして? 忘れられた誕生日             | 雪室俊一          | 桜井弘明          | 桜井弘明       | 金子紀男     |          |
| 9月5日        | 12月7日        | 23    | たいへん! 交換日記が終わっちゃう       | 雪室俊一          | 北尾勝            | 北尾勝         | 芦野芳晴     | 夏山     |
| 9月12日       | 12月14日       | 24    | おじいちゃん! 勇之助くんを信じて       | 雪室俊一          | 高村彰            | 高村彰         | 金子紀男     | 親愛     |
| 9月19日       | 12月21日       | 25    | がんばって! トモちゃんの初デート       | 雪室俊一          | 佐々木和宏        | 佐々木和宏     | 山田みちしろ | 友情     |
| 9月26日       | 12月28日       | 26    | 秋深し!? はなればなれのぶどう狩り      | 雪室俊一          | 桜井弘明          | 桜井弘明       | 金子紀男     |          |
| 10月3日       | 1997年 1月11日 | 27    | ガーン! 勇之助くんなんか大きらーい     | 雪室俊一          | 片渕須直          | 片渕須直       | 君塚勝教     | 秋空     |
| 10月10日      | 1月18日        | 28    | 炎のライバル! ケンちゃんV.S.勇之助くん | 雪室俊一          | 政木伸一          | 政木伸一       | 新谷憲       |          |
| 10月17日      | 1月25日        | 29    | 見せたくない! うちのぐうたらお父さん   | 雪室俊一          | 坂田純一          | 坂田純一       | 芦野芳晴     |          |
| 10月24日      | 2月1日         | 30    | 大ピンチ! なかよし三人組               | 雪室俊一          | 桜井弘明          | 立川太郎       | 金子紀男     | 愛情     |
| 10月31日      | 2月8日         | 31    | 涙のヒロイン! ガラスの靴は誰のもの     | 雪室俊一          | 佐々木和宏        | 佐々木和宏     | 山田みちしろ | 故郷     |
| 11月7日       | 2月15日        | 32    | びっくり!? にせカップルは誰            | 雪室俊一          | 高村彰            | 高村彰         | 新谷憲       |          |
| 11月14日      | 2月22日        | 33    | 初公開♥ かおるちゃんの恋物語           | 雪室俊一          | 片渕須直          | 小寺勝之       | 君塚勝教     | 豊作     |
| 11月21日      | 3月1日         | 34    | ドキッ! 夢のなかのファーストキス       | 雪室俊一          | 桜井弘明          | 桜井弘明       | 金子紀男     | 伝統     |
| 11月28日      | 3月8日         | 35    | ナイショ! 赤ちゃんはどこからくるの     | 雪室俊一          | 片渕須直          | 片渕須直       | 北尾勝       | 情景     |
| 12月5日       | 3月15日        | 36    | ショーゲキ!! ジダマの恋の物語          | 雪室俊一          | 政木伸一          | 政木伸一       | 新谷憲       |          |
| 12月12日      | 3月22日        | 37    | ウルウル! たったひとつのプレゼント     | 雪室俊一          | 佐々木和宏        | 佐々木和宏     | 山田みちしろ | 真実     |
| 12月19日      | 3月29日        | 38    | さむーい! ひとりぼっちのクリスマス     | 雪室俊一          | 桜井弘明          | 桜井弘明       | 金子紀男     |          |
| 12月29日      | 4月5日         | 39    | さようなら! ふたりの交換日記           | 雪室俊一          | 小島正幸          | 小島正幸       | 芦野芳晴     |          |
| 第2期         |                |       |                                        |                   |                   |                |              |          |
| 1996年 4月2日 | 1997年 4月12日 | 40    | 春満開! クラスそろって初恋ブーム       | 雪室俊一          | 坂田純一          | 坂田純一       | 春日井浩之   |          |
| 4月9日        | 4月19日        | 41    | いつも話し中! 愛のホットライン         | 雪室俊一          | 小島正幸          | 小島正幸       | 芦野芳晴     | 春風     |
| 4月16日       | 4月26日        | 42    | アツいよ〜! 夢のなかのハシカ           | 雪室俊一          | 政木伸一          | 政木伸一       | 新谷憲       | 未来     |
| 4月23日       | 5月3日         | 43    | いじっぱり! ジダマv.s.おばあちゃん     | 雪室俊一          | 小島正幸          | 小島正幸       | 君塚勝教     |          |
| 4月30日       | 5月10日        | 44    | キャーッ! 勇之助くんと恐怖のドライブ   | 雪室俊一          | 北尾勝            | 北尾勝         | 春日井浩之   | 春霖     |
| 5月7日        | 5月17日        | 45    | リサーチ! トモちゃんの夢               | 雪室俊一          | 政木伸一          | 政木伸一       | 新谷憲       | 努力     |
| 5月14日       | 5月24日        | 46    | 春のサスペンス! ドキドキ家庭訪問       | 雪室俊一          | 小島正幸          | 小島正幸       | 芦野芳晴     | 五月晴れ |
| 5月28日       | 5月31日        | 47    | ライバル出現! どうするの勇之助くん     | 雪室俊一          | 小寺勝之          | 小寺勝之       | 平田かほる   | 友情     |
| 6月11日       | 6月7日         | 48    | 風かおる! 泥だらけの田植えツアー       | 雪室俊一          | 青山ひろし        | 青山ひろし     | 新谷憲       | 努力     |
| 6月18日       | 6月14日        | 49    | カンゲキ!! 調子はずれの愛のメロディー  | 雪室俊一          | 坂田純一          | 坂田純一       | 春日井浩之   | 技術     |
| 6月25日       | 6月21日        | 50    | ハズカシー! 勇之助くんがお嫁さん!?     | 雪室俊一          | 小島正幸          | 日下部光雄     | 飯村一夫     | 新緑     |
| 7月2日        | 6月28日        | 51    | SOS! ジダマ火山バクハツ寸前            | 雪室俊一          | 北尾勝            | 小寺勝之       | 芦野芳晴     | 朝焼け   |
| 7月9日        | 7月5日         | 52    | サイアクー! 恋のジンクス泣き別れ       | 雪室俊一          | 日下部光雄        | 日下部光雄     | 飯村一夫     | 夢物語   |
| 7月16日       | 7月12日        | 53    | 夏オープン! 大さわぎのプールびらき     | 雪室俊一          | 政木伸一          | 政木伸一       | 工藤柾輝     | 努力     |
| 7月23日       | 7月19日        | 54    | やめて! 勇之助くんのお見合い           | 雪室俊一          | 坂田純一          | 坂田純一       | 春日井浩之   |          |
| 7月30日       | 7月26日        | 55    | もうケッコー! ヨーコちゃんの飼育係!?   | 雪室俊一          | 小島正幸          | 小島正幸       | 工藤柾輝     |          |
| 8月6日        | 8月2日         | 56    | ライバル!? 七夕さまは超イジワル        | 雪室俊一          | 奥田誠治          | 大崎正         | 飯村一夫     |          |
| 8月13日       | 8月9日         | 57    | 盆おどり! 浴衣の柄はキンギョ?          | 雪室俊一          | 政木伸一          | 政木伸一       | 工藤柾輝     |          |
| 8月20日       | 8月16日        | 58    | サマーキャンプ! 携帯電話でSOS          | 雪室俊一          | 小寺勝之          | さかいしんじ   | 進藤満尾     |          |
| 8月27日       | 8月30日        | 59    | 夏休み! 最後を飾るプレゼント           | 雪室俊一          | 青山ひろし        | 青山ひろし     | 工藤柾輝     |          |
| 9月3日        | 9月6日         | 60    | 世紀の決戦! クラス委員は誰がなる!?     | 雪室俊一          | 坂田純一          | 坂田純一       | 春日井浩之   | 防災     |
| 9月10日       | 9月13日        | 61    | まぼろし!? ヨーコちゃんの夢芝居        | 雪室俊一          | 奥田誠治          | 日下部光雄     | 飯村一夫     | 盛夏     |
| 9月17日       | 9月20日        | 62    | そんな! ライバルはだいずのカノジョ     | 雪室俊一          | 熊谷雅晃          | 熊谷雅晃       | 工藤柾輝     | 海風     |
| 9月24日       | 9月27日        | 63    | ひどーい! かおるちゃんは疫病神?        | 雪室俊一          | 高柳哲司          | 則座誠         | 進藤満尾     |          |
| 10月1日       | 10月4日        | 64    | 急接近! 勇之助くんとかおるちゃん       | 雪室俊一          | 小寺勝之          | 小寺勝之       | 君塚勝教     | 雪山     |
| 10月8日       | 10月11日       | 65    | 仮装行列! 運動会は大コンラン           | 雪室俊一          | 政木伸一          | 立川太郎       | 金子紀男     |          |
| 10月15日      | 10月25日       | 66    | ピンチ! 満塁軒最後の日                 | 雪室俊一          | 阿部司            | 政木伸一       | 芦野芳晴     | 熊笹     |
| 10月22日      | 11月1日        | 67    | みのりの秋! みかん狩りでドッキリ       | 雪室俊一          | さかいあきお      | 神田直人       | 渡辺和夫     | 稲刈り   |
| 10月29日      | 11月8日        | 68    | ガーン! 勇之助くんにかわいい妹!?       | 雪室俊一          | 高柳哲司          | 則座誠         | 進藤満尾     | 紅葉     |
| 11月5日       | 11月15日       | 69    | サスペンス! ねらわれたわたし           | 雪室俊一          | 熊谷雅晃          | 熊谷雅晃       | 金子紀男     | 秋季     |
| 11月12日      | 11月22日       | 70    | なんで〜!? だいずといっしょに電車通学  | 雪室俊一          | 坂田純一          | 坂田純一       | 君塚勝教     | 健康     |
| 11月26日      | 11月29日       | 71    | 発見! ジダマに秘密の友だち             | 雪室俊一          | 神田直人          | 神田直人       | 渡辺和夫     | 秋の大空 |
| 12月3日       | 12月6日        | 72    | どっちを選ぶ? モギ店とモギテスト       | 雪室俊一          | 片渕須直          | 片渕須直       | 芦野芳晴     | 秋日和   |
| 12月10日      | 12月13日       | 73    | わるい思い出!? 一日だけの転校生        | 雪室俊一          | 小寺勝之          | 小寺勝之       | 平田かほる   | 師走     |
| 12月17日      | 12月20日       | 74    | ときめき! 海と雪のクリスマス           | 雪室俊一          | 神田直人          | 神田直人       | 渡辺和夫     | 清潔     |
| 12月24日      | 12月27日       | 75    | さむ〜い! シンデレラデート             | 雪室俊一          | 坂田純一          | 坂田純一       | 春日井浩之   |          |
| 1997年 1月7日 | 1998年 1月10日 | 76    | イライラ! 待ちくたびれた年賀状         | 雪室俊一          | 熊谷雅晃          | 熊谷雅晃       | 金子紀男     |          |
| 1月14日       | 1月17日        | 77    | 超ハズカシー! おしりの青いアザ         | 雪室俊一          | 熊谷雅晃          | 熊谷雅晃       | 金子紀男     |          |
| 1月21日       | 1月24日        | 78    | 春いちばん! 勇之助くんと結婚式         | 雪室俊一          | 小島正幸          | 小島正幸       | 芦野芳晴     | 正月     |
| 第3期         |                |       |                                        |                   |                   |                |              |          |
| 1997年 4月1日 | 1998年 4月11日 | 79    | さくら満開! ドッキリお花見大会         | 雪室俊一          | 桜井弘明 小島正幸 | 小島正幸       | 芦野芳晴     |          |
| 4月8日        | 4月18日        | 80    | うっそ〜! 校長先生にラブレター         | 雪室俊一          | なみきまさと      | 佐藤育郎       | 金子紀男     | 大地     |
| 4月15日       | 4月25日        | 81    | 気をつけて! ねらわれた勇之助くん       | 雪室俊一          | 片渕須直          | 片渕須直       | 阿部純子     |          |
| 4月22日       | 5月2日         | 82    | ジダマ様へ? 名前のないラブレター       | 雪室俊一          | 香川豊            | 篠幸裕         | 進藤満尾     | 新芽     |
| 4月29日       | 5月9日         | 83    | 飛ばされる! つむじ風がやってきた       | 雪室俊一          | 小寺勝之          | 小寺勝之       | 平田かほる   | 真心     |
| 5月6日        | 5月16日        | 84    | 風と友だち! 母の日のプレゼント         | 雪室俊一          | 青山ひろし        | 佐藤育郎       | 工藤柾輝     | 友情     |
| 5月13日       | 5月23日        | 85    | いつも迷子! テレビ局大ツアー           | 雪室俊一          | 片渕須直          | 片渕須直       | 芦野芳晴     | 青空     |
| 5月27日       | 5月30日        | 86    | 兄弟!? まことくんと勇之助くん          | 雪室俊一          | 小寺勝之          | 篠幸裕         | 進藤満尾     | 聡明     |
| 6月3日        | 6月6日         | 87    | スター誕生! ヨーコちゃんはアイドル     | 雪室俊一          | 小寺勝之          | 政木伸一       | 阿部純子     | 新緑     |
| 6月10日       | 6月13日        | 88    | どこにある? なつかしのヒーロー         | 雪室俊一          | なみきまさと      | 佐藤育郎       | 工藤柾輝     | 栄光     |
| 6月17日       | 6月20日        | 89    | 再会! お父さんの恋人                   | 雪室俊一          | 坂田純一          | 坂田純一       | 平田かほる   | 自由     |
| 6月24日       | 6月27日        | 90    | 愛の喫茶店! だいずがおムコさん         | 雪室俊一          | 小島正幸          | 政木伸一       | 武内あきら   | 夏祭     |
| 9月2日        | 9月5日         | 91    | うそかまことか!? 最後の夏休み          | 雪室俊一          | 熊谷雅晃          | 佐藤育郎       | 工藤柾輝     | 栄光     |
| 9月9日        | 9月12日        | 92    | 大スクープ! ヨーコちゃんの学級新聞     | 雪室俊一          | 片渕須直          | 片渕須直       | 阿部純子     | 花火     |
| 9月16日       | 9月19日        | 93    | 運命の出会い!? だいずのおとうと        | 雪室俊一          | 篠幸裕            | 篠幸裕         | 宍倉敏       | 秋空     |
| 9月23日       | 9月26日        | 94    | 大ブーム!? 秋晴れにカサさして          | 雪室俊一          | 芦野芳晴          | 小島正幸       | 芦野芳晴     | 旅行     |
| 9月30日       | 10月3日        | 95    | 純情一途! ケンちゃんのお見舞い         | 雪室俊一          | 篠幸裕            | 篠幸裕         | 宍倉敏       | 素直     |
| 10月7日       | 10月10日       | 96    | どうして? ジダマがうちのシンセキに     | 雪室俊一          | 福冨博            | 佐藤育郎       | 工藤柾輝     |          |
| 10月14日      | 10月17日       | 97    | 夢少女! まことくんのあこがれ           | 雪室俊一          | 政木伸一          | 政木伸一       | 武内あきら   | 旅行     |
| 10月21日      | 10月24日       | 98    | 超ハズカシー! ひみつのヨーコちゃん     | 雪室俊一          | 湊屋夢吉          | いわもとやすお | 宍倉敏       | 秋の空   |
| 10月28日      | 10月31日       | 99    | 恋の鍵! アメリカみやげのキーホルダー   | 雪室俊一          | 桜井弘明          | 桜井弘明       | 阿部純子     | 希有     |
| 11月4日       | 11月7日        | 100   | チャンス! だいずが社長候補             | 雪室俊一          | 小島正幸          | 佐藤育郎       | 工藤柾輝     | 大地     |
| 11月11日      | 11月14日       | 101   | 大ピンチ! 赤ちゃんネットワーク         | 雪室俊一          | 片渕須直          | 片渕須直       | 芦野芳晴     | 紅葉     |
| 11月25日      | 11月21日       | 102   | 初登場! ジダマのおかあさん             | 雪室俊一          | いわもとやすお    | いわもとやすお | 宍倉敏       | 健康     |
| 12月2日       | 11月28日       | 103   | 本命登場? 満塁軒のピンチヒッター       | 雪室俊一          | 片渕須直          | 政木伸一       | 武内あきら   | 栄光     |
| 12月9日       | 12月5日        | 104   | お引っ越し? そしてわかれの予感         | 雪室俊一          | 湊屋夢吉          | 篠幸裕         | 阿部純子     | 樹氷     |
| 12月16日      | 12月12日       | 105   | バザーで激突! ヨーコママv.s.ジダマ母   | 雪室俊一          | いわもとやすお    | いわもとやすお | 宍倉敏       | みかん   |
| 12月23日      | 12月19日       | 106   | どうなるの? かおるちゃんのクリスマス   | 雪室俊一          | 片渕須直          | 片渕須直       | 芦野芳晴     | 冬山     |
| 1998年 1月6日 | 1999年 1月16日 | 107   | うそみたい! ニューヨークからの招待状   | 雪室俊一          | 小島正幸          | 佐藤育郎       | 工藤柾輝     |          |
| 1月13日       | 1月23日        | 108   | つかまえて? 乙女心のシャッターチャンス | 雪室俊一          | 片渕須直          | 政木伸一       | 武内あきら   | 栄光     |
| 1月20日       | 1月30日        | 109   | ツーアウト! おとうさんのいない満塁軒   | 雪室俊一          | いわもとやすお    | いわもとやすお | 宍倉敏       | 冬の山里 |
| 1月27日       | 3月6日         | 110   | 気持ちわる〜い! まことくんがママに     | 雪室俊一          | 篠幸裕            | 篠幸裕         | 君塚勝教     | 氷雪     |
| 2月3日        | 2月6日         | 111   | ビッグ! かまくらより愛をこめて         | 雪室俊一          | 小島正幸          | 佐藤育郎       | 工藤柾輝     | 希望     |
| 2月10日       | 2月13日        | 112   | ガーン! バレンタインデー禁止令         | 雪室俊一          | 片渕須直          | 片渕須直       | 阿部純子     | 如月     |
| 2月17日       | 2月20日        | 113   | ヤッホー! ゲレンデは大さわぎ           | 雪室俊一          | いわもとやすお    | いわもとやすお | 宍倉敏       | 早春     |
| 2月24日       | 2月27日        | 114   | パニック! 恐怖のポスター119            | 雪室俊一          | 小島正幸          | 佐藤育郎       | 工藤柾輝     | 希望     |
| 3月3日        | 3月20日        | 115   | 炎の対決! ジダマv.s.ヨーコちゃん       | 雪室俊一          | 坂田純一          | 政木伸一       | 武内あきら   | 理想     |
| 3月10日       | 3月27日        | 116   | もう春なのに! おかしな勇之助くん       | 雪室俊一          | 桜井弘明          | 佐藤育郎       | 工藤柾輝     | 早春     |
| 3月17日       | 4月3日         | 117   | 勇之助くん! さよならはいわないで       | 雪室俊一          | 小島正幸          | 小島正幸       | 芦野芳晴     |          |

### 再放送
BSの初回放送に対し、第1年目（全39話）が終了した直後の1996年1月から4月まで、『ベストセレクション』としての再放送を実施。衛星ハイビジョンでは1年遅れの1996年4月10日の18:00 - 18:25から、またNHK教育テレビでは1年3か月遅れの1996年7月6日の土曜日18:25 - 18:50に再放送が開始された。初回放送は3年であったため、初回放送の期間中から複数のチャンネルで再放送されていたのである。
衛星アニメ劇場ではエンディングの次に次回予告であったが教育テレビなどでの再放送時には次回予告は本編終了後に行っていた。
また、CSアニメ専門チャンネルのAT-Xでもアニメ女子部枠で放送されていた。
日本国外では、過去に中国、香港、台湾、スペイン、韓国、ポーランド、タイ、インドネシア、ポルトガルで放送されており、さらに日本国外での広域衛星放送であるJapan Satellite TVでも放送されていた。

### 『おねえさん』のコーナー
BSでの放送では『衛星アニメ劇場』枠であるため番組の前後（本編の開始前2分、終了後3分）に、当日に放送するアニメのサブタイトルやキャラクター、視聴者からの手紙やイラスト・工作物を紹介したり、声優をゲストで出演させた時にはトークを進行させる『おねえさん』のコーナーがあったが、パッケージメディアや1年3カ月遅れの教育テレビでの再放送などには収録されていない。本作のレギュラーの担当声優の野上ゆかな（ゆかな）、宮崎一成、佐久間レイがゲストとしてコーナーに登場したことがある。
その司会を務める『おねえさん』には、1995年度は矢野晶子、1996年度から1997年度は、いいだ美夏が担当した。また、いいだ美夏は声優として66話でラーメン屋の店員（みい）役で声をあてた。
原作の漫画が『なかよし』に連載されていた時は、『あずきちゃんネットワーク』という、読者からの質問の手紙を紹介し回答する場所が漫画本編のコマの外に存在した。それのTV版という捉え方をした視聴者もおり、『おねえさん』のコーナーにシリアスな恋愛の相談をもちかける手紙もあった。

### 特別番組
初回放送期間中、ファンの声に応える特別番組が放送された。内容は、スタジオに声優やファンを集めてのトーク・本編の放送・アフレコ現場の紹介・アニメ製作過程の紹介など。司会は角盈男他。

### フィルムコミック
1996年から、「なかよしメディアブックス」として講談社から8巻まで刊行された。1巻に3話分を収録しているが、TVシリーズ第1期のみの刊行かつ未収録もある。
巻末にはアニメ版のオープニングやエンディングの紹介、登場人物紹介などが掲載されている。現在では原作コミックスと共に絶版。

### アンコール放送
- NHKのWebサイト「NHKオンライン」上のETV50リクエスト もう一度見たい教育テレビのリクエストランキングでは、常に上位人気をとっている。これを受け、2009年4月29日（水・祝）の午前9時から第1話と第39話のアンコール放送が行われた。
- NHK教育テレビで2009年12月31日に放送された「ETV50もう一度見たい教育テレビ」の中で、2010年1月16日（土）より3月末まで、午前9時25分から教育テレビで第1期からセレクション放送されることが字幕と音声で告知され、再放送された[2]。
- 放送では、ハイビジョン版で放送された。

| 放送日         | 話数 | サブタイトル                       |
| -------------- | ---- | ---------------------------------- |
| 2010年 1月16日 | 1    | 春らんまん! あずきの恋はさくら色   |
| 1月23日        | 5    | ドキドキ! 勇之助くんが家に来る?    |
| 1月30日        | 15   | 始まり♥ 愛の交換日記               |
| 2月6日         | 17   | 女の意地!? 決闘タコ公園            |
| 2月13日        | 21   | ドッキリ!? 恐くてうれしい林間学校  |
| 2月20日        | 22   | どうして? 忘れられた誕生日         |
| 2月27日        | 26   | 秋探し!? はなればなれのぶどう狩り  |
| 3月6日         | 31   | 涙のヒロイン! ガラスの靴は誰のもの |
| 3月13日        | 34   | ドキッ! 夢の中のファーストキス     |
| 3月20日        | 35   | ナイショ! 赤ちゃんはどこからくるの |
| 3月27日        | 39   | さようなら! ふたりの交換日記       |

## 劇場版
ホワイト・バレンタイン♥ 恋のチャンスがやってきた!!
3年間の放映の間、1回だけ劇場版が製作され上映された。
1995年12月23日、全国東映系で公開。30分作品。総集編ではなく、完全なオリジナル作品である。
『美少女戦士セーラームーンSuperS セーラー9戦士集結!ブラック・ドリーム・ホールの奇跡』、『スペシャルプレゼント 亜美ちゃんの初恋 美少女戦士セーラームーンSuperS 外伝』との同時上映。『あずきちゃん』と『美少女戦士セーラームーン』は、共に講談社の『なかよし』連載作品である。
バレンタインデーに手作りチョコを勇之助に渡そうとするあずさの前に次々と障害が現れる。障害に翻弄され続けるあずさが、自身の心も揺れ動かしながら、無事にチョコを渡せるかが描かれる。

### スタッフ
- 原作：秋元康、木村千歌
- 企画：秋元康
- 監督：小島正幸
- 脚本：雪室俊一
- キャラクターデザイン：川尻善昭、芦野芳晴
- 作画監督：芦野芳晴
- 作画監督補：北尾勝、春日井浩之
- 演出助手：小寺勝之
- イラストレーション（エンディングに用いられた）：平田敏夫
- 美術：上原成代
- 音楽：辻陽
- 音響：鶴岡陽太
- 編集：尾形治敏、伊藤勇喜子、寺内聡
- 音響効果：井上裕（アニメサウンドプロダクション）
- 製作：遠藤利男
- 制作：佐藤公則、後藤克彦、近藤栄三
- プロデューサー：丸山正雄、吉本聡
- アニメーション制作：マッドハウス
- 共同制作：総合ビジョン
- 製作：NHKエンタープライズ21（現：NHKエンタープライズ）

### 主題歌
オープニング
素敵な君
歌：RAZZ MA TAZZ
エンディング
EVEの風景（サウンドトラックより）

## 関連商品

### 書誌情報
- 原作：秋元康、作画：木村千歌 『あずきちゃん』 講談社〈KCなかよし〉 全5巻
  1. 1994年1月8日発行、ISBN 4-06-178511-7[3]
  2. 1994年9月6日発行、ISBN 4-06-178786-1[4]
  3. 1995年4月6日発行、ISBN 4-06-178803-5[5]
  4. 1996年5月発行、ISBN 4-06-178832-9[6]
  5. 1997年6月発行、ISBN 4-06-178864-7[7]

#### 復刻版
2014年、『なかよし』創刊60周年を記念して「なかよし60周年名作総選挙」が行われ、本作を含む10作品が復刻版として出版される。
- 『あずきちゃん なかよし60周年記念版』 講談社〈KCデラックスなかよし〉 全5巻
  1. 2015年10月6日発売、ISBN 978-4-06-377273-9[8][9]
  2. 2015年10月6日発売、ISBN 978-4-06-377274-6[10][11]
  3. 2015年10月6日発売、ISBN 978-4-06-377275-3[12][13]
  4. 2015年11月6日発売、ISBN 978-4-06-377284-5[14][15]
  5. 2015年11月6日発売、ISBN 978-4-06-377285-2[16][17]

#### その他
- 編：なかよし編集部『あずきちゃん（フィルムコミック）』講談社〈なかよしメディアブックス〉 全8巻 
  1. 1996年9月発売、ISBN 4-06-324580-2
  2. 1996年10月発売、ISBN 4-06-324582-9
  3. 1996年11月発売、ISBN 4-06-324587-X
  4. 1996年12月発売、ISBN 4-06-324590-X
  5. 1997年2月発売、ISBN 4-06-324592-6
  6. 1997年3月発売、ISBN 4-06-324595-0
  7. 1997年4月発売、ISBN 4-06-324598-5
  8. 1997年6月発売、ISBN 4-06-324650-7
- 編：KKコミックス、企画：ティーンズライフ委員会『あずきちゃん 女の子おうえんブック』 講談社〈KCデラックス〉 全1巻
  - 1997年4月21日発売、ISBN 978-4-06-319792-1[18][19]

### VHS・DVD-BOX・Blu-ray
1996年頃から発売されていたVHS版は傑作選とされ、未収録の話が多数存在する。第2シリーズは「新あずきちゃん」、第3シリーズは「あずきちゃん完結編」と題していてこちらも傑作選であり、日本コロムビアから発売されていた。現在は、全巻廃盤となっている。
2002年9月4日、キングレコード株式会社からスターチャイルドレーベルでDVD-BOXが発売。両面1層の15枚組。特典としてディスク1枚（劇場版：片面2層）、解説小冊子『あずきちゃん同窓会』、野上ゆかな（ゆかな）のサイン入り写真が付属し、専用の収納BOXと、巾着袋に入れた形態で、2000セット限定で生産された。予約限定販売ではなかったため、発売直後は大型店を中心に店頭販売されていた。
2000年代に入ってからは再放送される機会もなくなり、復刻版（後述）が発売されるまでは全117話の視聴はこのDVD-BOXでのみ可能であり、販売価格は税込68,250円であったが買取・売り値とも10万円を超えることも珍しくないほどの希少価値を見せていた。
2010年6月9日には同社より「あずきちゃん DVD-BOX（復刻版-初回限定生産版-）」として復刻版が発売された。
2021年現在、Blu-ray版はリリースされていない。